# Filmjahr 2008
Liste der Filmjahre

◄◄ | ◄ | 2004 | 2005 | 2006 | 2007 | Filmjahr 2008 | 2009 | 2010 | 2011 | 2012 | ► | ►►

Weitere Ereignisse

## Top 10 der erfolgreichsten Filme

### In Deutschland
Die zehn erfolgreichsten Filme an den deutschen Kinokassen nach Besucherzahlen (Stand: 22. August 2011):
| Platz | Filmtitel                                             | Besucher  |
| ----- | ----------------------------------------------------- | --------- |
| 1.    | Madagascar 2                                          | 6.059.265 |
| 2.    | Ein Quantum Trost                                     | 4.739.369 |
| 3.    | Mamma Mia!                                            | 4.300.124 |
| 4.    | Hancock                                               | 3.846.331 |
| 5.    | Unsere Erde – Der Film                                | 3.836.423 |
| 6.    | WALL·E – Der Letzte räumt die Erde auf                | 3.230.130 |
| 7.    | Kung Fu Panda                                         | 3.157.094 |
| 8.    | Indiana Jones und das Königreich des Kristallschädels | 2.847.930 |
| 9.    | The Dark Knight                                       | 2.808.380 |
| 10.   | Die Welle                                             | 2.686.571 |

### In Österreich
Die zehn erfolgreichsten Filme an den österreichischen Kinokassen nach Besucherzahlen (Stand: 22. August 2011):
| Platz | Filmtitel                                             | Besucher |
| ----- | ----------------------------------------------------- | -------- |
| 1.    | Madagascar 2                                          | 773.521  |
| 2.    | Mamma Mia!                                            | 741.268  |
| 3.    | Ein Quantum Trost                                     | 503.571  |
| 4.    | Kung Fu Panda                                         | 461.454  |
| 5.    | Hancock                                               | 442.287  |
| 6.    | The Dark Knight                                       | 440.927  |
| 7.    | Echte Wiener – Die Sackbauer-Saga                     | 370.822  |
| 8.    | Indiana Jones und das Königreich des Kristallschädels | 319.050  |
| 9.    | Sex and the City – Der Film                           | 302.155  |
| 10.   | I Am Legend                                           | 297.366  |

### In den Vereinigten Staaten
Die zehn erfolgreichsten Filme an den US-amerikanischen Kinokassen nach Einspielergebnis in US-Dollar (Stand: 22. August 2011):
| Platz | Filmtitel                                             | Einnahmen     |
| ----- | ----------------------------------------------------- | ------------- |
| 1.    | The Dark Knight                                       | $ 533.345.358 |
| 2.    | Iron Man                                              | $ 318.412.101 |
| 3.    | Indiana Jones und das Königreich des Kristallschädels | $ 317.101.119 |
| 4.    | Hancock                                               | $ 227.946.274 |
| 5.    | WALL·E – Der Letzte räumt die Erde auf                | $ 223.808.164 |
| 6.    | Kung Fu Panda                                         | $ 215.434.591 |
| 7.    | Twilight – Bis(s) zum Morgengrauen                    | $ 192.769.854 |
| 8.    | Madagascar 2                                          | $ 180.010.950 |
| 9.    | Ein Quantum Trost                                     | $ 168.368.427 |
| 10.   | Horton hört ein Hu!                                   | $ 154.529.439 |

### Weltweit
Die zehn weltweit erfolgreichsten Filme nach Einspielergebnis in US-Dollar (Stand: 22. August 2011):
| Platz | Filmtitel                                             | Einnahmen       |
| ----- | ----------------------------------------------------- | --------------- |
| 1.    | The Dark Knight                                       | $ 1.001.921.825 |
| 2.    | Indiana Jones und das Königreich des Kristallschädels | $ 786.636.033   |
| 3.    | Kung Fu Panda                                         | $ 631.744.560   |
| 4.    | Hancock                                               | $ 624.386.746   |
| 5.    | Mamma Mia!                                            | $ 609.841.637   |
| 6.    | Madagascar 2                                          | $ 603.900.354   |
| 7.    | Ein Quantum Trost                                     | $ 586.090.727   |
| 8.    | Iron Man                                              | $ 585.174.222   |
| 9.    | WALL·E – Der Letzte räumt die Erde auf                | $ 521.311.860   |
| 10.   | Die Chroniken von Narnia: Prinz Kaspian von Narnia    | $ 419.665.568   |

## Filmpreise

### Berlinale
- Bester Film: Tropa de Elite von José Padilha
- Großer Preis der Jury: Standard Operating Procedure von Errol Morris
- Beste Regie: Paul Thomas Anderson für There Will Be Blood
- Bester Schauspieler: Reza Najie in The Song of Sparrows
- Beste Schauspielerin: Sally Hawkins in Happy-Go-Lucky

Vollständige Liste der Preisträger

### Cannes
- Goldene Palme: Die Klasse von Laurent Cantet
- Große Preis der Jury: Gomorrha – Reise in das Reich der Camorra von Matteo Garrone
- Beste Regie: Nuri Bilge Ceylan (Drei Affen)
- Bester Darsteller: Benicio del Toro für Che (Che – Revolución und Che – Guerrilla)
- Beste Darstellerin: Sandra Corveloni für Linha de Passe
- Bestes Drehbuch: Jean-Pierre und Luc Dardenne (Lornas Schweigen)

Vollständige Liste der Preisträger

### Venedig
- Goldener Löwe: The Wrestler von Darren Aronofsky
- Großer Preis der Jury: Morgentau (Teza) von Haile Gerima
- Bester Darsteller: Silvio Orlando für Il papà di Giovanna
- Beste Darstellerin: Dominique Blanc für L’Autre

Liste der Wettbewerbsbeiträge

### Oscar
- Bester Film: No Country for Old Men – Regie: Ethan und Joel Coen
- Bester Regisseur: Ethan und Joel Coen (No Country for Old Men)
- Beste Hauptdarstellerin: Marion Cotillard (La vie en rose)
- Bester Hauptdarsteller: Daniel Day-Lewis (There Will Be Blood)
- Bester fremdsprachiger Film: Die Fälscher (Österreich)

Vollständige Liste der Preisträger

### Golden Globe Award
- Bester Film (Drama): Abbitte – Regie: Joe Wright
- Bester Film (Komödie/Musical): Sweeney Todd – Der teuflische Barbier aus der Fleet Street – Regie: Tim Burton
- Bester Regisseur: Julian Schnabel (Schmetterling und Taucherglocke)
- Beste Hauptdarstellerin (Drama): Julie Christie (An ihrer Seite)
- Beste Hauptdarstellerin (Komödie/Musical): Marion Cotillard (La vie en rose)
- Bester Hauptdarsteller (Drama): Daniel Day-Lewis (There Will Be Blood)
- Bester Hauptdarsteller (Komödie/Musical): Johnny Depp (Sweeney Todd – Der teuflische Barbier aus der Fleet Street)
- Bester fremdsprachiger Film: Schmetterling und Taucherglocke – Regie: Julian Schnabel, USA

Vollständige Liste der Preisträger

### Deutscher Filmpreis
- Bester Spielfilm: Auf der anderen Seite – Regie: Fatih Akın
- Beste Regie: Fatih Akın (Auf der anderen Seite)
- Bester Hauptdarsteller: Elmar Wepper (Kirschblüten – Hanami)
- Beste Hauptdarstellerin: Nina Hoss (Yella)

Vollständige Liste der Preisträger

### Europäischer Filmpreis
- Bester europäischer Film: Gomorrha – Reise in das Reich der Camorra – Regie: Matteo Garrone
- Beste Regie: Matteo Garrone (Gomorrha – Reise in das Reich der Camorra)
- Bester Darsteller: Toni Servillo (Gomorrha und Il Divo)
- Beste Darstellerin: Kristin Scott Thomas (So viele Jahre liebe ich dich)

Vollständige Liste der Preisträger

### César
- Bester Film: Couscous mit Fisch – Regie: Abdellatif Kechiche
- Bester Regisseur: Abdellatif Kechiche (Couscous mit Fisch)
- Bester Hauptdarsteller: Mathieu Amalric (Schmetterling und Taucherglocke)
- Beste Hauptdarstellerin: Marion Cotillard (La vie en rose)
- Bester fremdsprachiger Film: Das Leben der Anderen (Deutschland)

Vollständige Liste der Preisträger

### British Academy Film Award
- Bester Film: Abbitte – Regie: Joe Wright
- Bester britischer Film: This is England – Regie: Shane Meadows
- Bester Regisseur: Ethan und Joel Coen (No Country for Old Men)
- Beste Hauptdarstellerin: Marion Cotillard (La vie en rose)
- Bester Hauptdarsteller: Daniel Day-Lewis (There Will Be Blood)
- Bester nicht-englischsprachiger Film: Das Leben der Anderen – Regie: Florian Henckel von Donnersmarck, Deutschland

Vollständige Liste der Preisträger

### Sundance
- Großer Preis der Jury (Dokumentarfilm): Trouble the Water – Regie: Tia Lessin und Carl Deal
- Großer Preis der Jury (Spielfilm): Frozen River – Regie: Courtney Hunt
- Publikumspreis (Spielfilm): The Wackness – Verrückt sein ist relativ – Regie: Jonathan Levine

Vollständige Liste der Preisträger

### Bayerischer Filmpreis
Die Verleihung des Bayerischen Filmpreises 2007 fand am 18. Januar 2008 statt.
- Beste Produktion: Kirschblüten – Hanami
- Beste Darstellerin: Martina Gedeck in Meine schöne Bescherung
- Bester Darsteller: Elmar Wepper in Kirschblüten – Hanami
- Beste Nachwuchsdarstellerinnen: Elinor Lüdde in Meer is nich und Petra Schmidt-Schaller in Ein fliehendes Pferd
- Beste Regie: Fatih Akın für Auf der anderen Seite
- Ehrenpreis: Michael Ballhaus

### New York Film Critics Circle Award
- Bester Film: Milk von Gus Van Sant
- Beste Regie: Mike Leigh für Happy-Go-Lucky
- Bester Hauptdarsteller: Sean Penn in Milk
- Beste Hauptdarstellerin: Sally Hawkins in Happy-Go-Lucky
- Bester Nebendarsteller: Josh Brolin in Milk
- Beste Nebendarstellerin: Penélope Cruz in Vicky Cristina Barcelona
- Beste Kamera: Anthony Dod Mantle für Slumdog Millionär
- Bester ausländischer Film: 4 Monate, 3 Wochen und 2 Tage von Cristian Mungiu

### National Board of Review
- Bester Film: Slumdog Millionär von Danny Boyle
- Beste Regie: David Fincher für Der seltsame Fall des Benjamin Button
- Bester Hauptdarsteller: Clint Eastwood in Gran Torino
- Beste Hauptdarstellerin: Anne Hathaway in Rachels Hochzeit
- Bester Nebendarsteller: Josh Brolin in Milk
- Beste Nebendarstellerin: Penélope Cruz in Vicky Cristina Barcelona
- Bestes Schauspielensemble: Glaubensfrage von John Patrick Shanley
- Bester fremdsprachiger Film: Der Mongole von Sergei Bodrow

### Los Angeles Film Critics Association Awards
- Bester Film: WALL·E – Der Letzte räumt die Erde auf von Andrew Stanton
- Beste Regie: Danny Boyle für Slumdog Millionär
- Bester Hauptdarsteller: Sean Penn in Milk
- Beste Hauptdarstellerin: Sally Hawkins in Happy-Go-Lucky
- Bester Nebendarsteller: Heath Ledger in The Dark Knight
- Beste Nebendarstellerin: Penélope Cruz in Vicky Cristina Barcelona und Elegy oder die Kunst zu lieben
- Bester fremdsprachiger Film: Still Life von Jia Zhangke

### Jupiter
- Bester Film international: Ratatouille von Brad Bird
- Bester deutscher Film: Neues vom WiXXer von Cyrill Boss und Philipp Stennert
- Bester Regisseur international: Paul Greengrass für Das Bourne Ultimatum
- Bester deutscher Regisseur: Michael Herbig für Lissi und der wilde Kaiser
- Bester Darsteller international: Johnny Depp in Pirates of the Caribbean – Am Ende der Welt
- Bester deutscher Darsteller: Til Schweiger in Wo ist Fred?
- Beste Darstellerin international: Jodie Foster in Die Fremde in dir
- Beste deutsche Darstellerin: Nina Hoss in Yella

### Weitere Filmpreise und Auszeichnungen
- AFI Life Achievement Award: Warren Beatty
- Amanda: Der Mann, der Yngve liebte von Stian Kristiansen (Bester norwegischer Film), There Will Be Blood von Paul Thomas Anderson (Bester ausländischer Film)
- American Society of Cinematographers Award: Anthony Dod Mantle für Slumdog Millionär
- Annie Award: Ratatouille
- Australian Film Institute Award: The Black Balloon von Elissa Down (Bester australischer Film)
- British Independent Film Awards: Slumdog Millionaire (Bester britischer Film) und Waltz with Bashir (Bester ausländischer Film)
- Chlotrudis Awards: Once von John Carney
- David di Donatello: La ragazza del lago (Bester italienischer Film) und No Country for Old Men (Bester ausländischer Film)
- Deutscher Kritikerpreis: Robert Thalheim
- Directors Guild of America Award: Ethan und Joel Coen für No Country for Old Men
- Ernst-Lubitsch-Preis: Til Schweiger für Keinohrhasen
- Evening Standard British Film Award: Control von Anton Corbijn
- Filmpreis des Nordischen Rates: Das jüngste Gewitter von Roy Andersson
- Genie Award: An ihrer Seite von Sarah Polley
- Gilde-Filmpreis: Schmetterling und Taucherglocke von Julian Schnabel (Bester ausländischer Film), Kirschblüten – Hanami von Doris Dörrie (Bester deutscher Film)
- Goldener Frosch: Anthony Dod Mantle für Slumdog Millionaire
- Guldbagge: Das jüngste Gewitter von Roy Andersson
- Independent Spirit Awards 2008: Juno von Jason Reitman (Bester Film) und Once von John Carney (Bester ausländischer Film)
- Internationaler Literaturfilmpreis: Gomorrha – Reise in das Reich der Camorra von Matteo Garrone
- Konrad-Wolf-Preis: Simon McBurney
- Louis-Delluc-Preis: Neue Zeiten von Raymond Depardon
- Max-Ophüls-Preis: Selbstgespräche von André Erkau
- MTV Movie Awards: Transformers von Michael Bay
- Nastro d’Argento: Das ganze Leben liegt vor Dir von Paolo Virzì und Tödliche Entscheidung – Before the Devil Knows You’re Dead von Sidney Lumet
- National Society of Film Critics Award: There Will Be Blood von Paul Thomas Anderson
- Polnischer Filmpreis: Das Massaker von Katyn von Andrzej Wajda (Bester polnischer Film), Das Leben der Anderen von Florian Henckel von Donnersmarck (Bester europäischer Film)
- Preis der deutschen Filmkritik: Jerichow von Christian Petzold
- Premio Ariel: Stilles Licht von Carlos Reygadas (Bester mexikanischer Film), XXY von Lucía Puenzo (Bester lateinamerikanischer Film)
- Prix Lumières: Schmetterling und Taucherglocke von Julian Schnabel
- Robert: Kunsten at græde i kor von Peter Schønau Fog (Bester dänischer Film)
- Festival Internacional de Cine de Donostia-San Sebastián: Pandoranin kutusu von Yeşim Ustaoğlu (Goldene Muschel)
- Satellite Awards: Slumdog Millionär (Bester Film/Drama) und Happy-Go-Lucky (Bester Film/Komödie-Musical)
- Schweizer Filmpreis: Der Freund von Micha Lewinsky
- Screen Actors Guild Awards: Daniel Day-Lewis für There Will Be Blood und Julie Christie für An ihrer Seite; Preis für das Lebenswerk: Charles Durning
- Toronto International Film Festival: Slumdog Millionaire von Danny Boyle
- Tribeca Film Festival: So finster die Nacht von Tomas Alfredson (Bester Film), Thomas Turgoose und Piotr Jagiello für Somers Town (Beste Schauspieler), Eileen Walsh in Eden (Beste Schauspielerin)
- Undine Award: Max Riemelt in Die Welle (Bester Hauptdarsteller), Elsa Sophie Gambard in Free Rainer – Dein Fernseher lügt (Beste Hauptdarstellerin)
- Vancouver International Film Festival: So viele Jahre liebe ich dich von Philippe Claudel
- Internationales Filmfestival Warschau: Waltz with Bashir von Ari Folman (Publikumspreis)
- Wiener Filmpreis: Ein Augenblick Freiheit von Arash Riahi
- World Film Festival: Nokan – Die Kunst des Ausklangs von Yōjirō Takita (Grand Prix of the Americas)
- Writers Guild of America Award: Juno von Diablo Cody (Bestes Originaldrehbuch), No Country for Old Men von Ethan und Joel Coen (Bestes adaptiertes Drehbuch)

## Geboren
- 28. Februar: Lola Liefers, deutsche Schauspielerin
- 14. März: Abby Ryder Fortson, US-amerikanische Schauspielerin
- 10. Juni: Helena Zengel, deutsche Schauspielerin
- 15. Juli: Iain Armitage, US-amerikanischer Schauspieler
- 17. September: Mia Talerico, US-amerikanische Schauspielerin
- 18. September: Jackson Robert Scott, US-amerikanischer Schauspieler
- 23. November: Chloe Coleman, US-amerikanische Schauspielerin
- 22. Dezember: Madeleine McGraw, US-amerikanische Schauspielerin und Synchronsprecherin

## Verstorbene

### Januar bis März
Januar

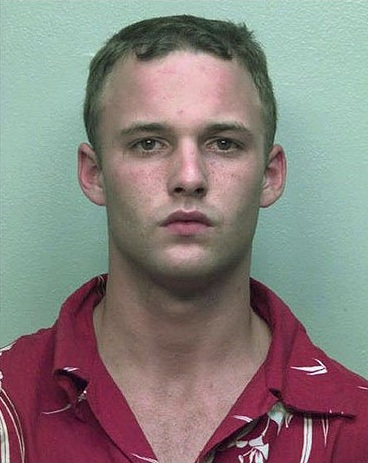
Brad Renfro (1982–2008)

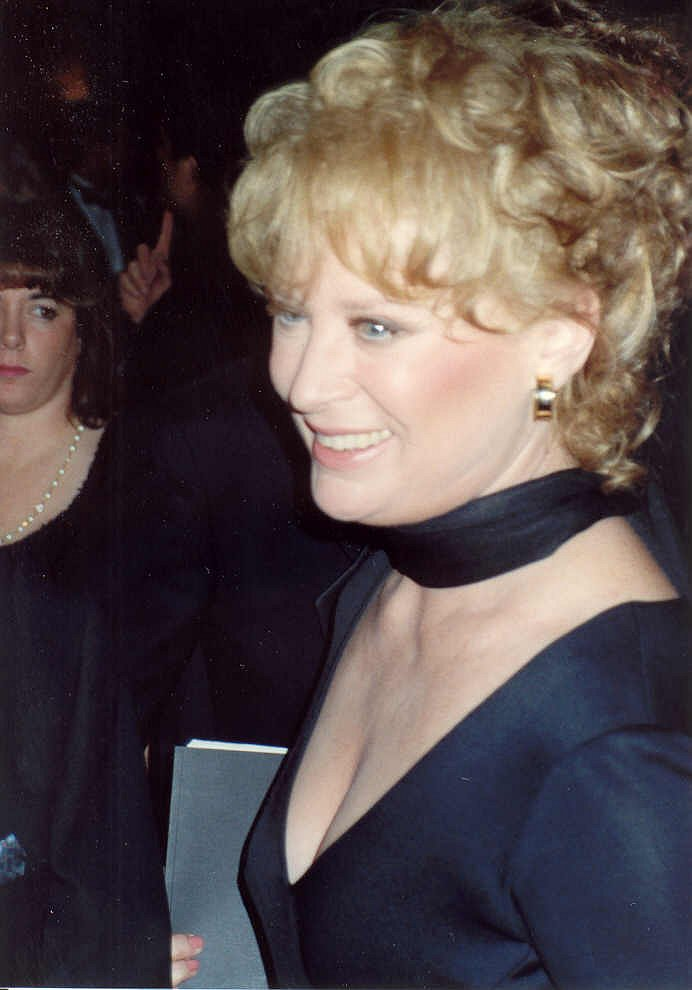
Lois Nettleton (1927–2008)

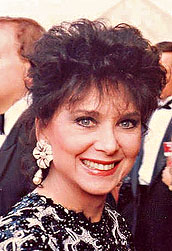
Suzanne Pleshette (1937–2008)

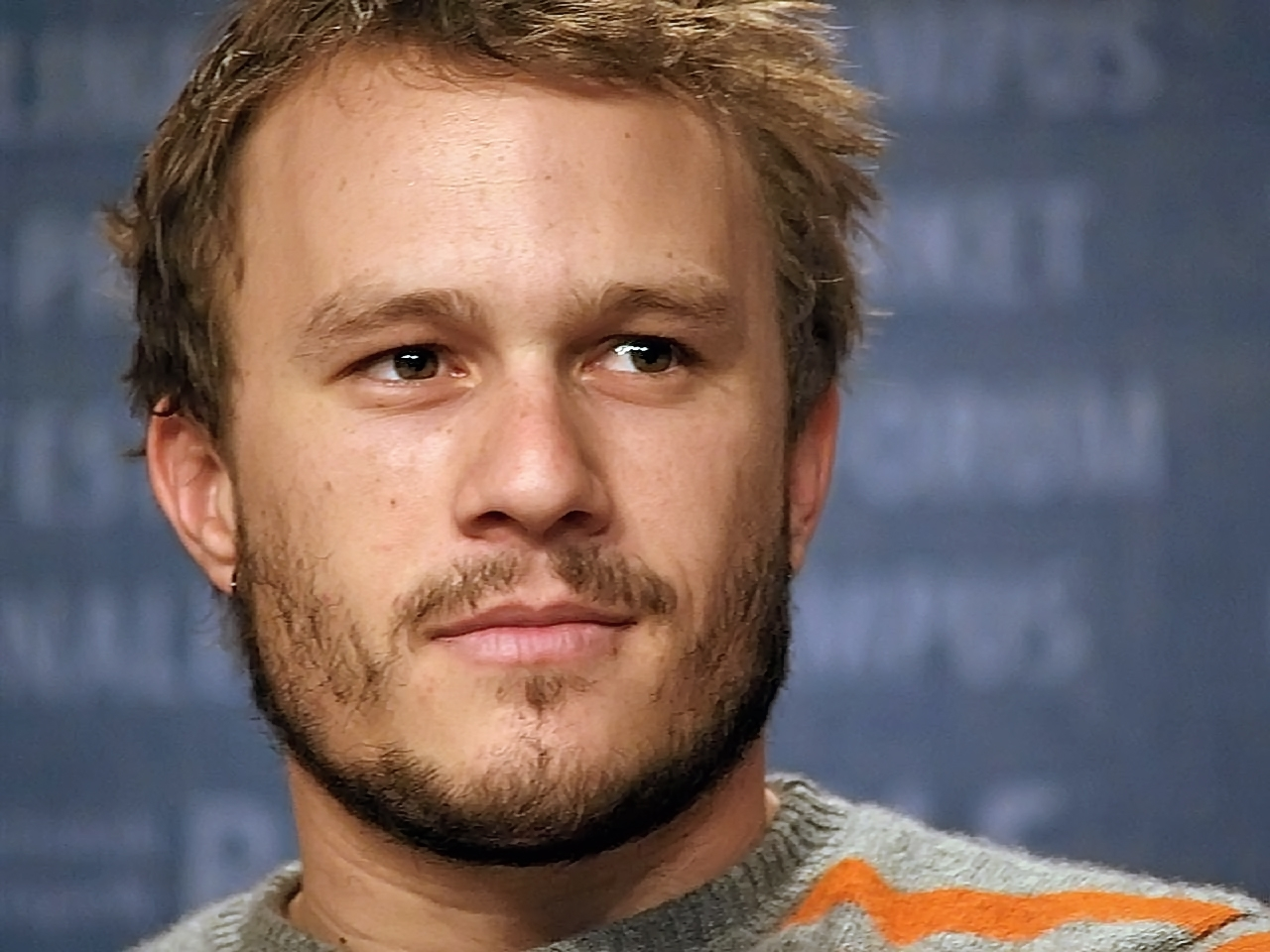
Heath Ledger (1979–2008)

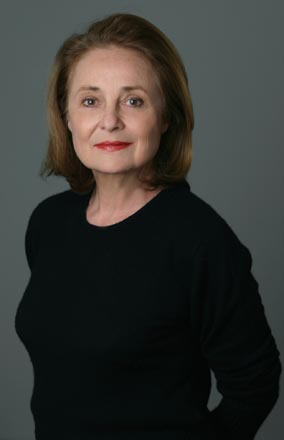
Veronika Bayer (1940–2008)

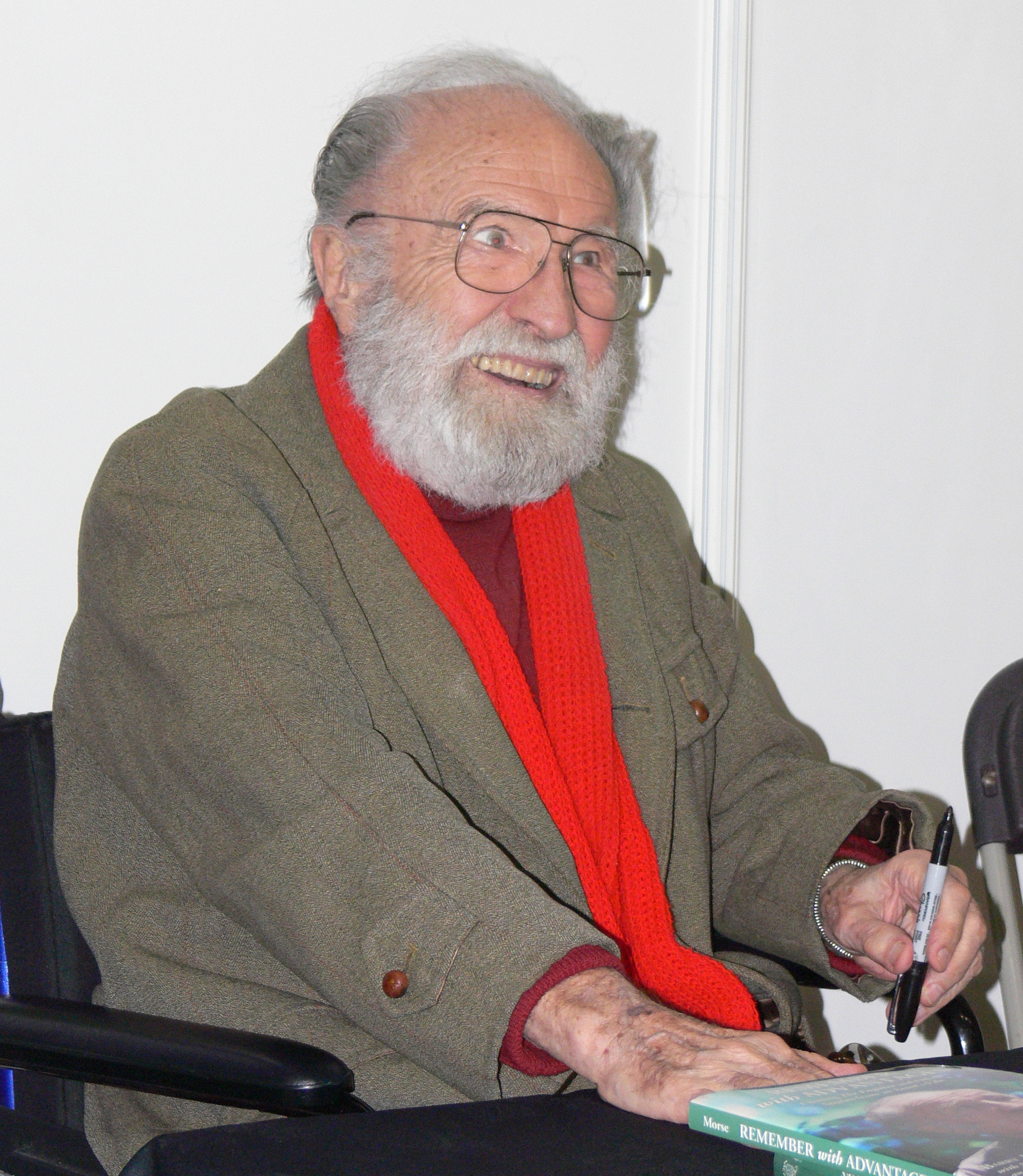
Barry Morse (1918–2008)

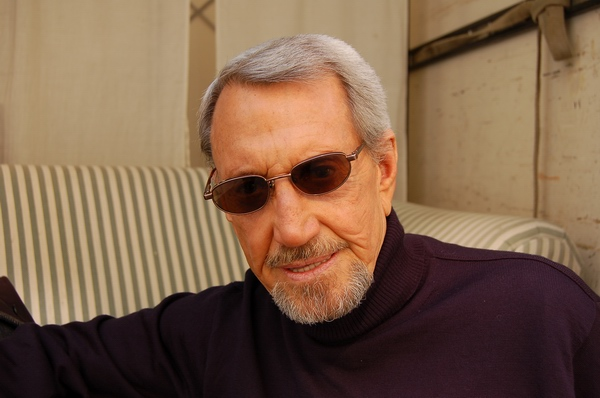
Roy Scheider (1932–2008)

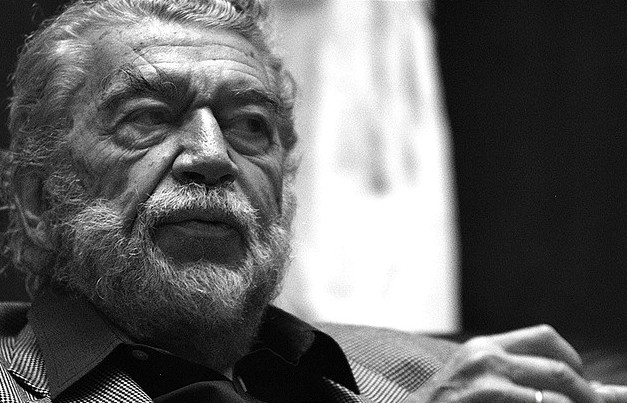
Alain Robbe-Grillet (1922–2008)

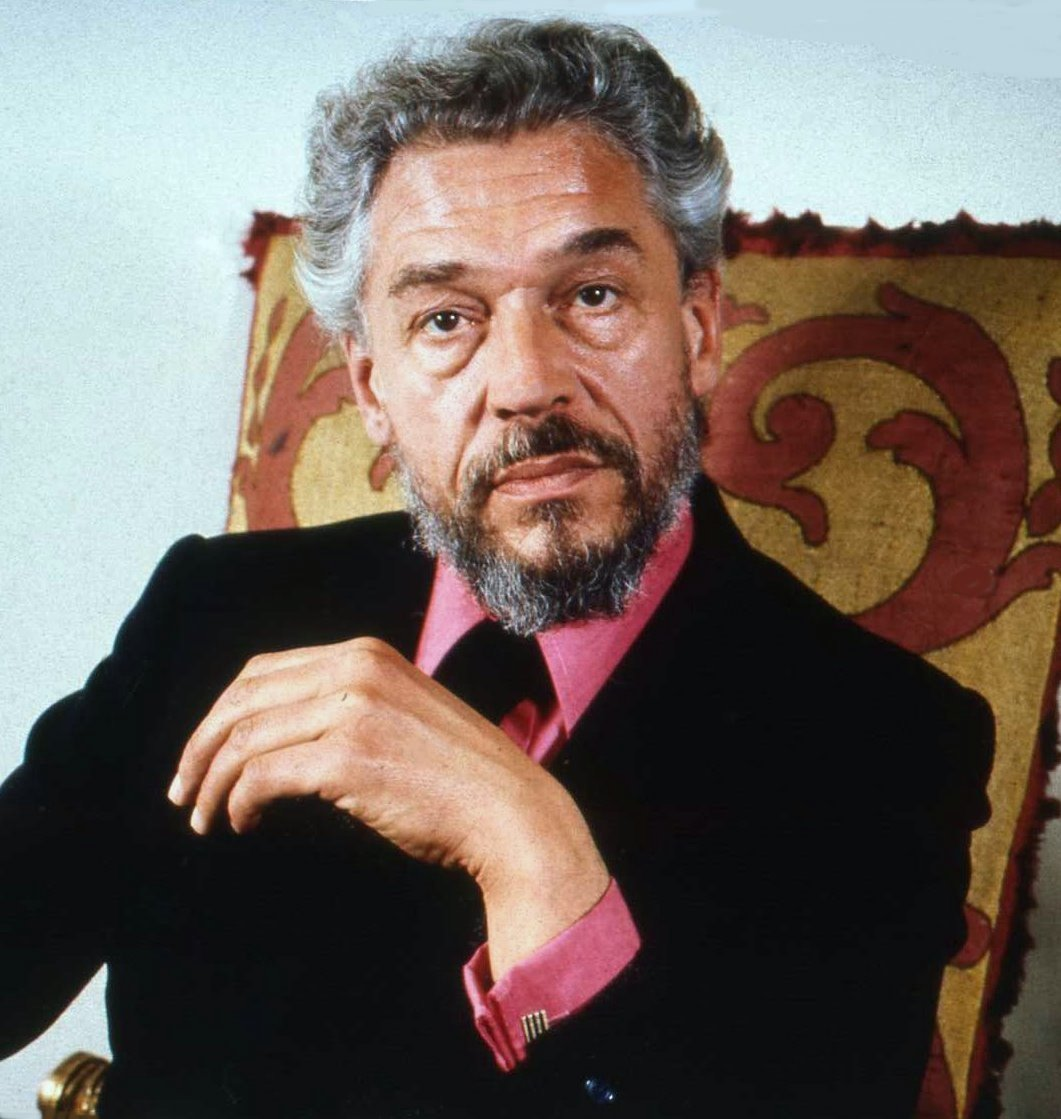
Paul Scofield (1922–2008)

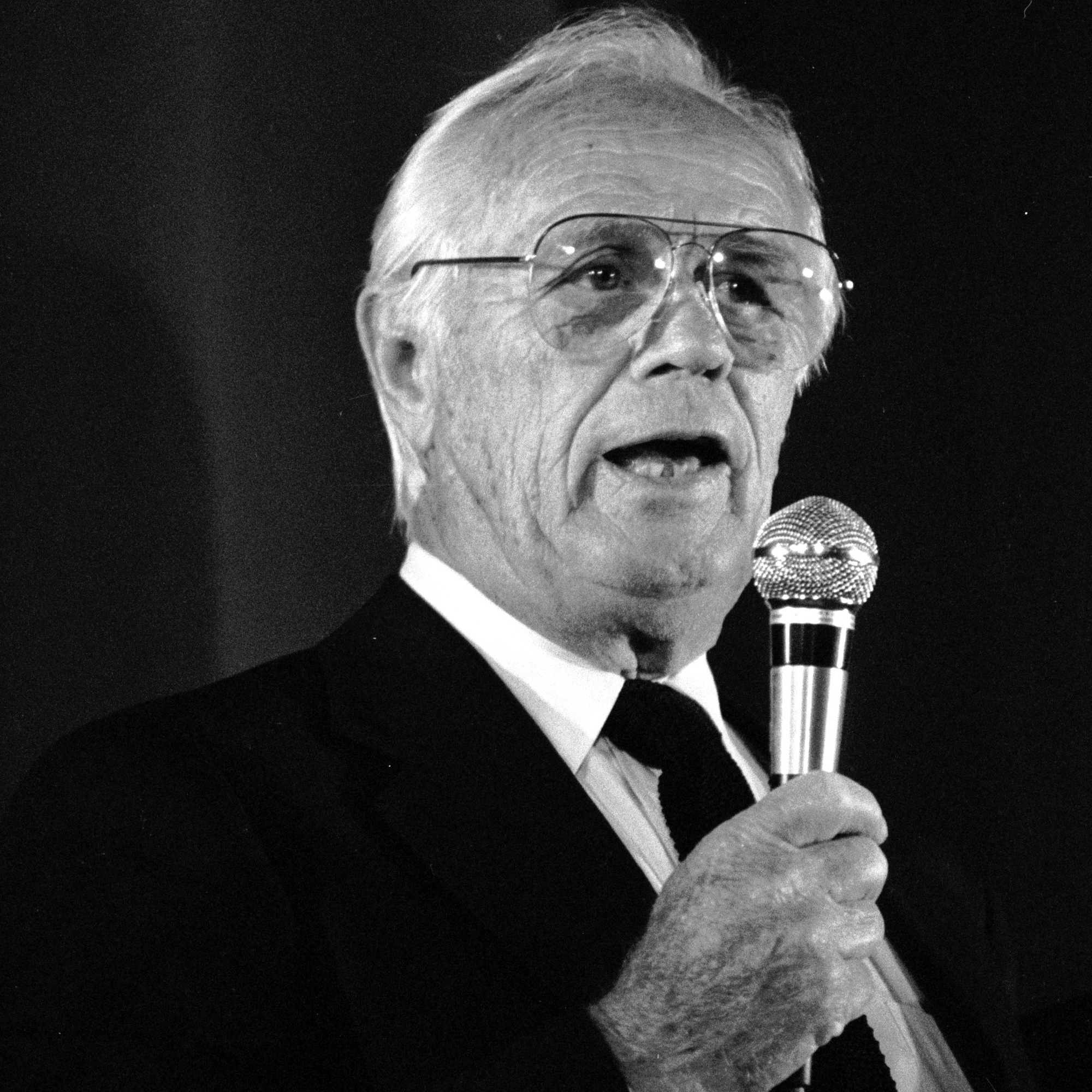
Richard Widmark (1914–2008)

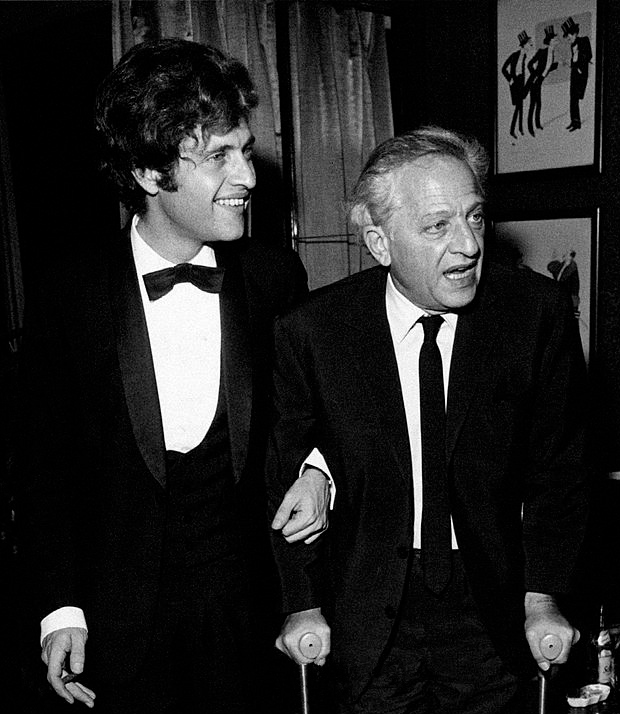
Jules Dassin (1911–2008)

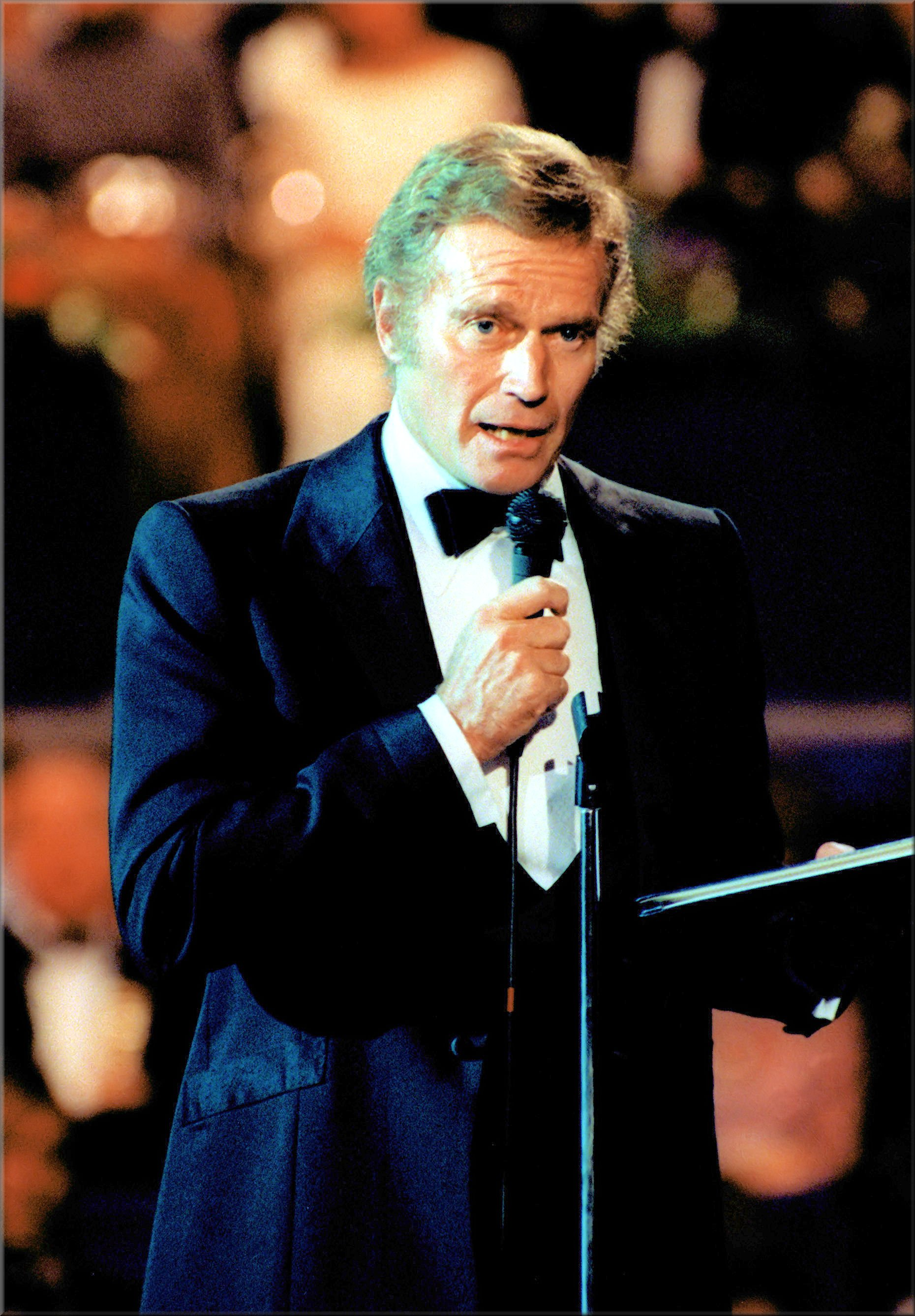
Charlton Heston (1923–2008)

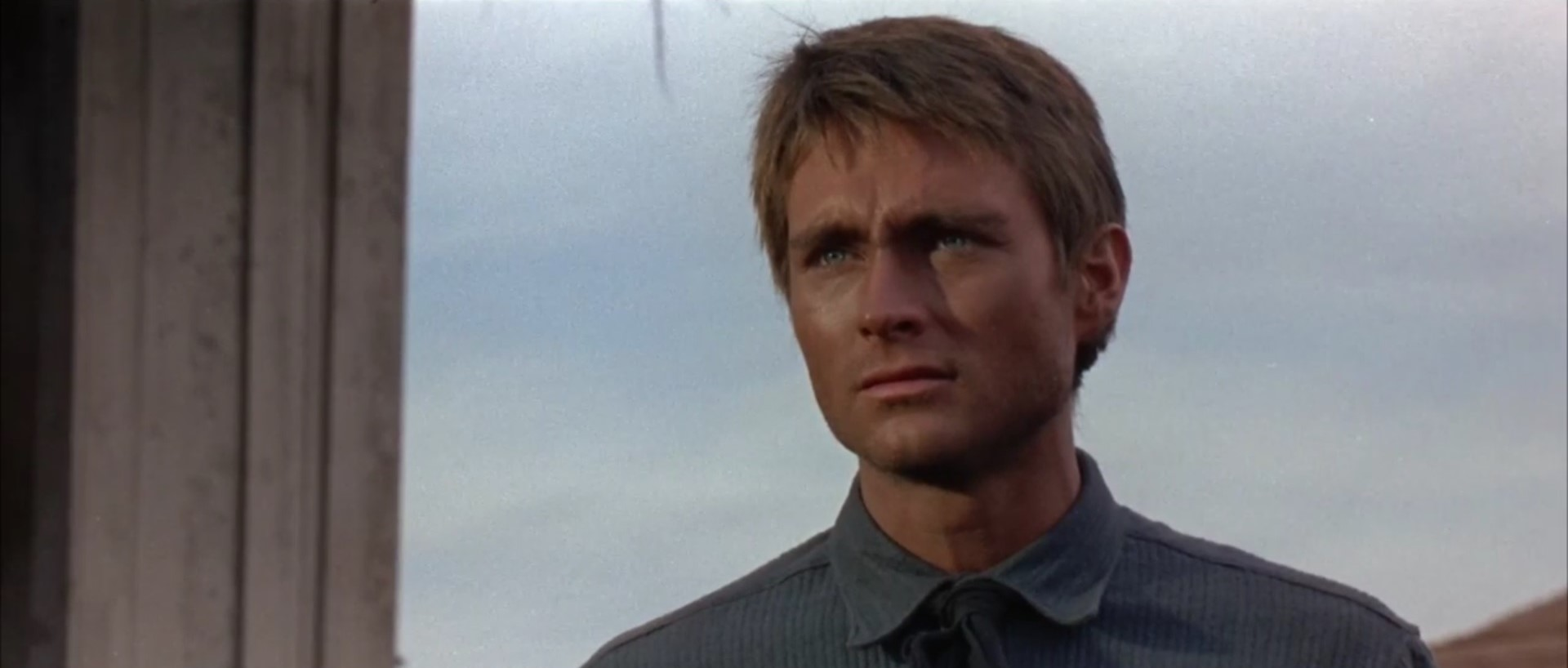
John Phillip Law (1937–2008)

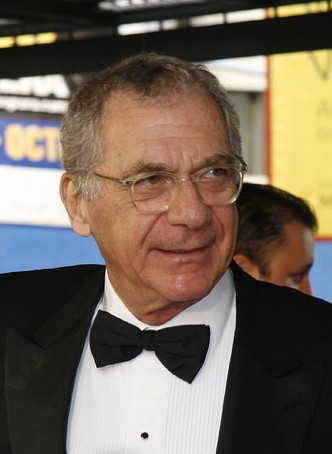
Sydney Pollack (1934–2008)

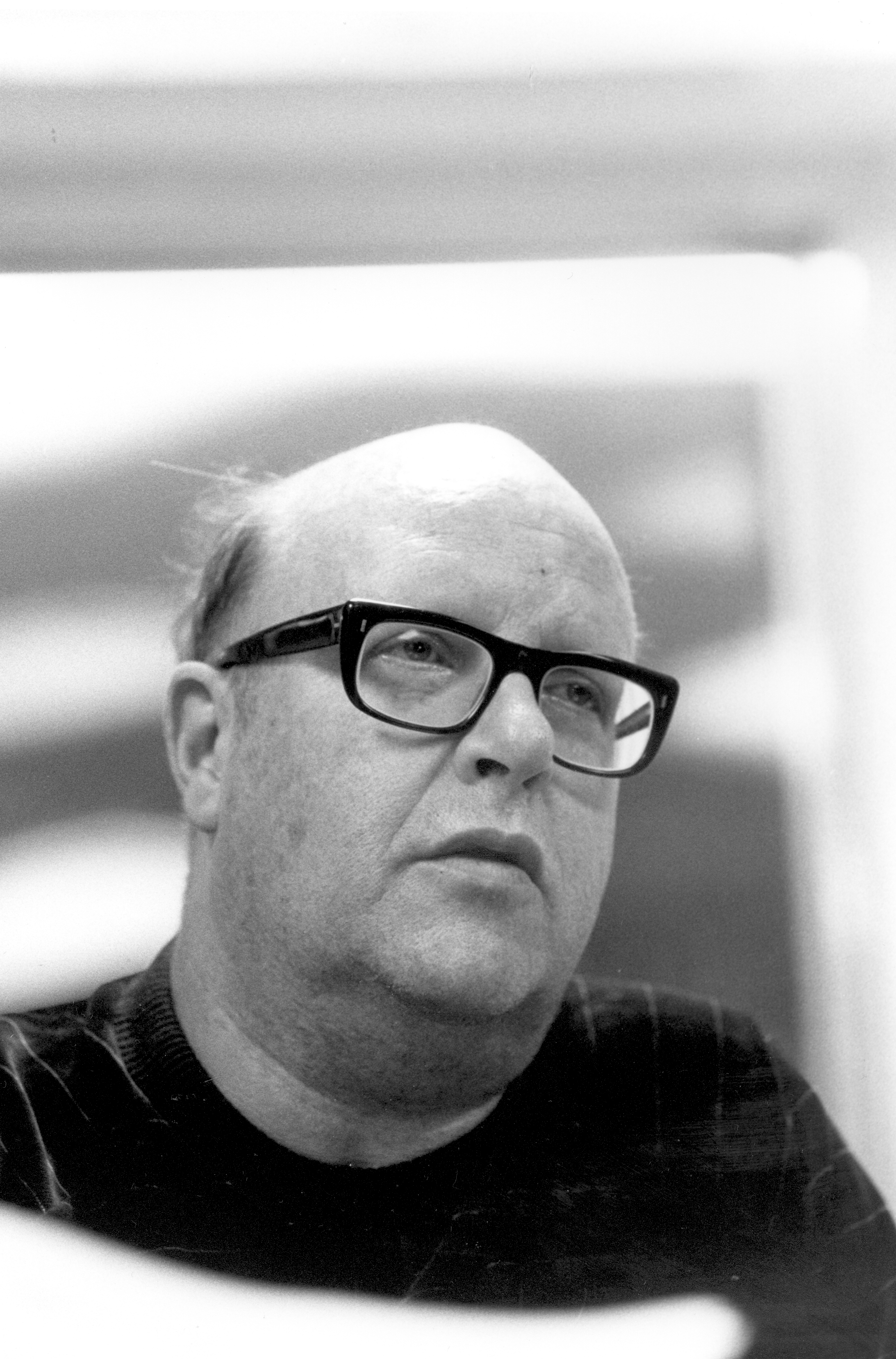
Gert Haucke (1929–2008)

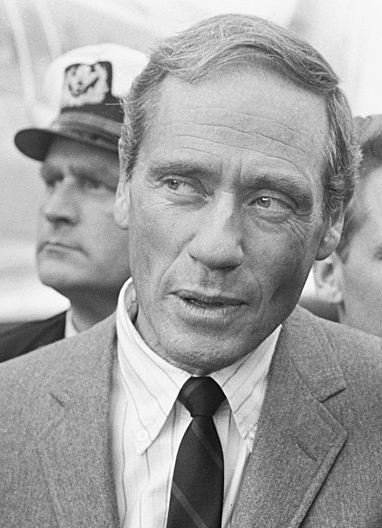
Mel Ferrer (1917–2008)

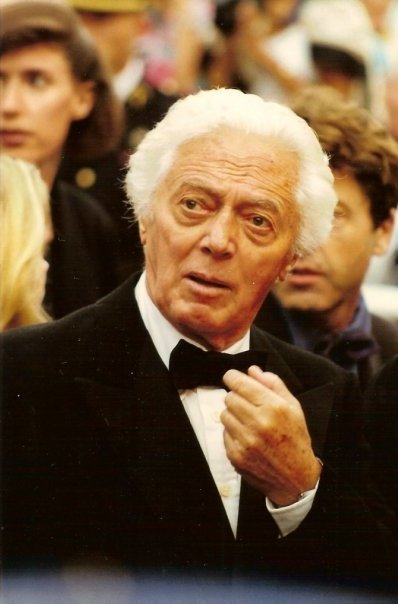
Dino Risi (1916–2008)

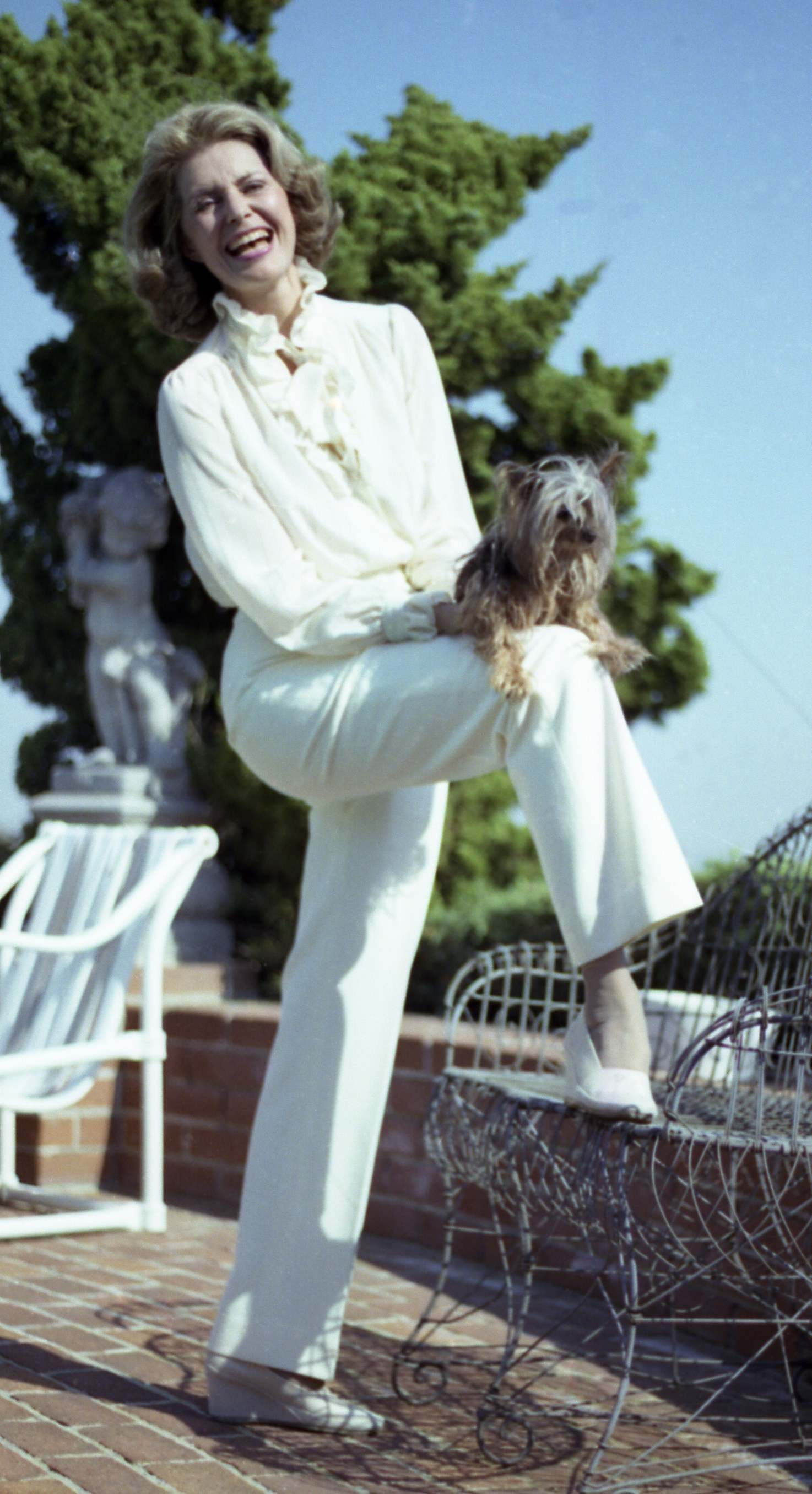
Cyd Charisse (1922–2008)

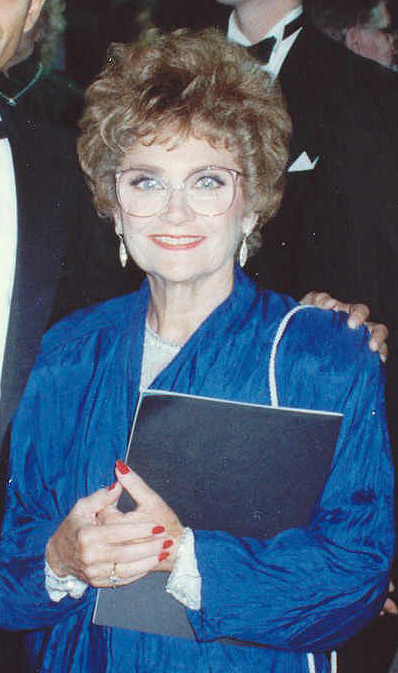
Estelle Getty (1923–2008)

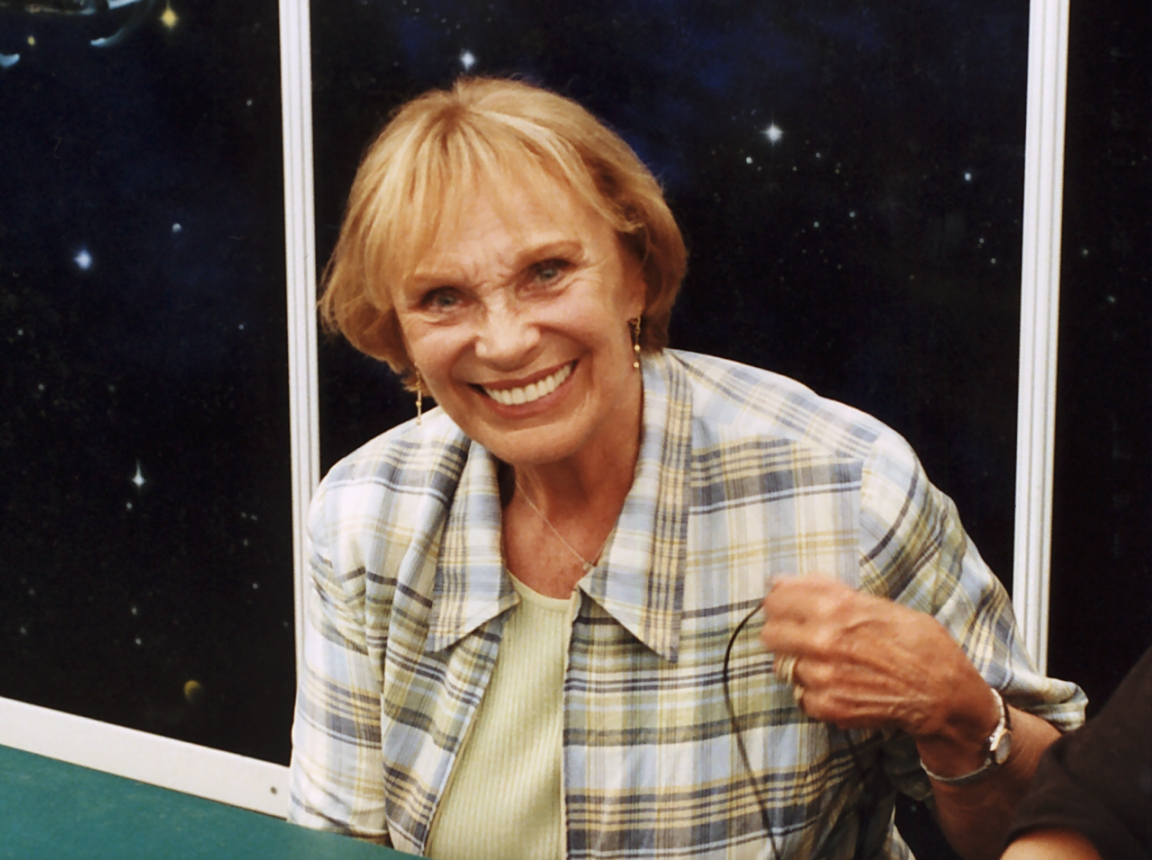
Eva Pflug (1929–2008)

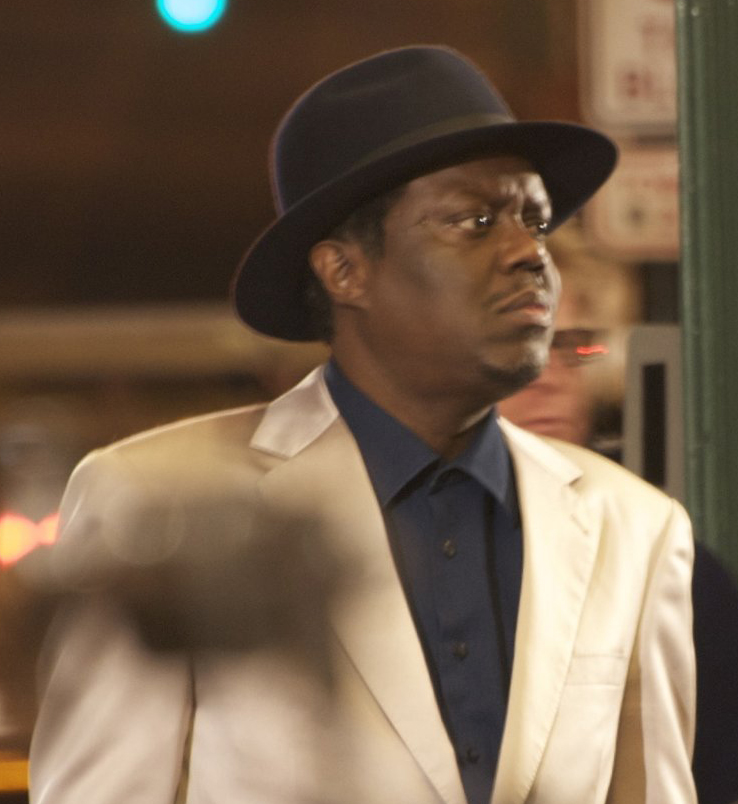
Bernie Mac (1957–2008)

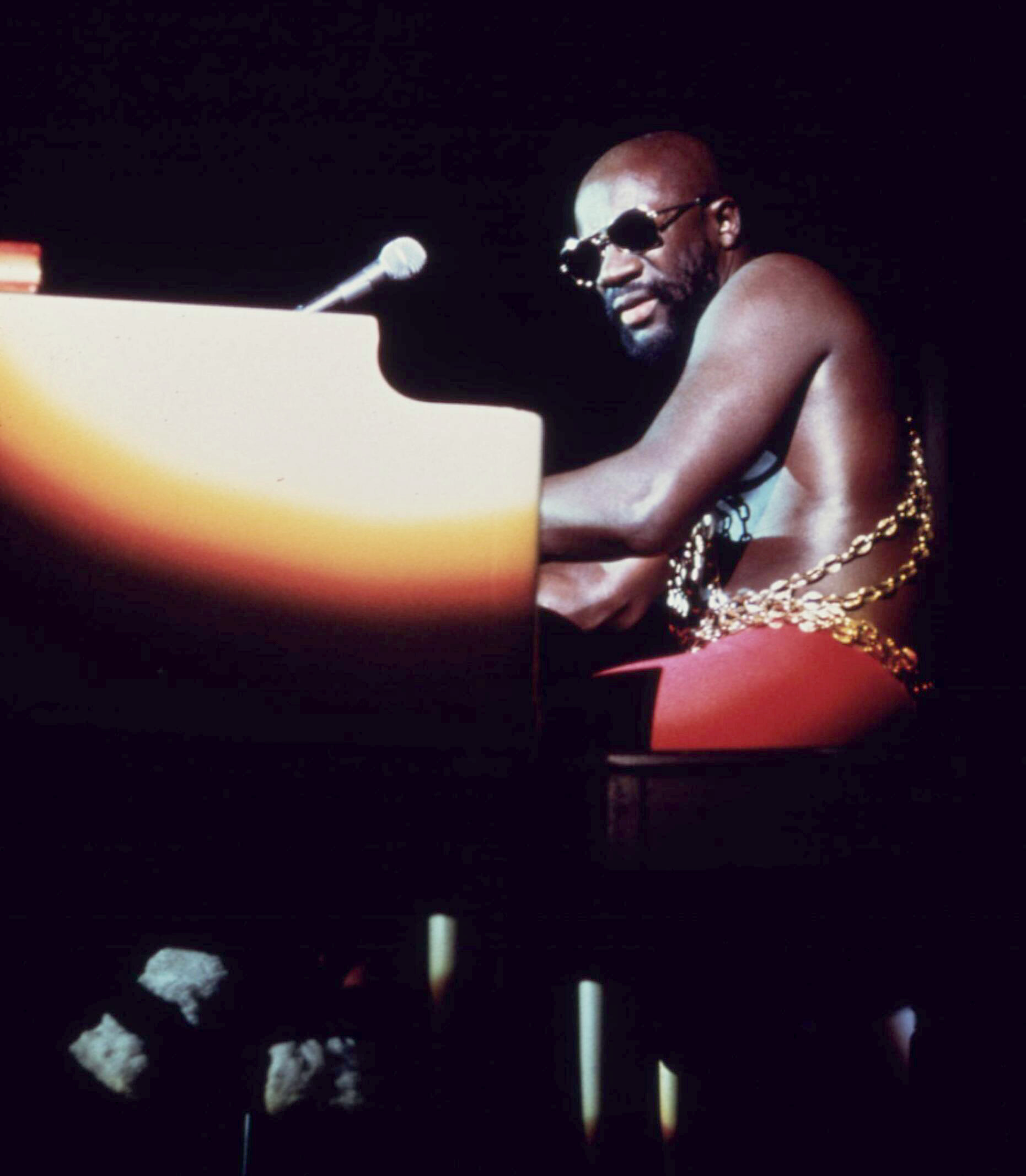
Isaac Hayes (1942–2008)

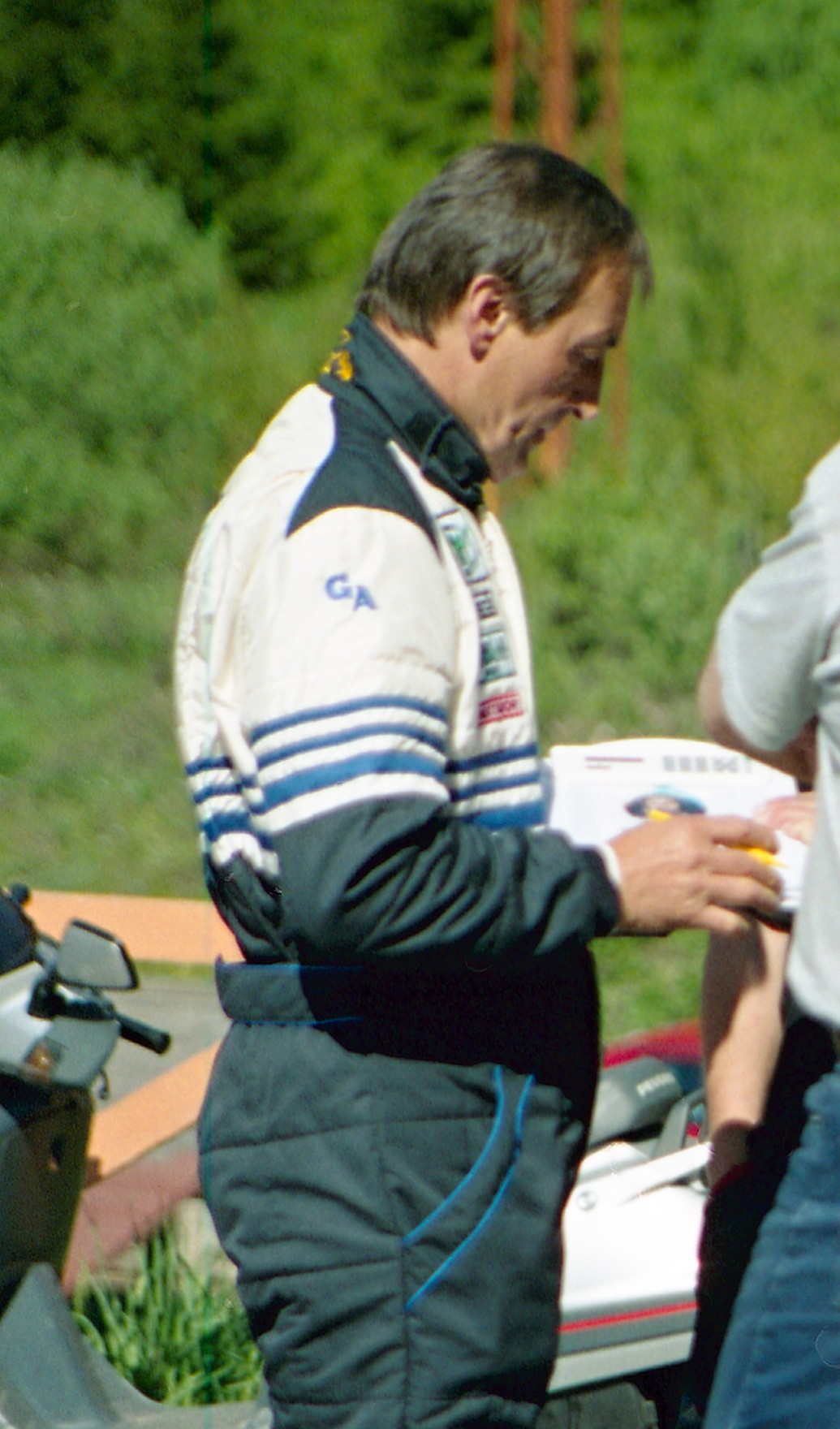
Michal Dočolomanský (1942–2008)

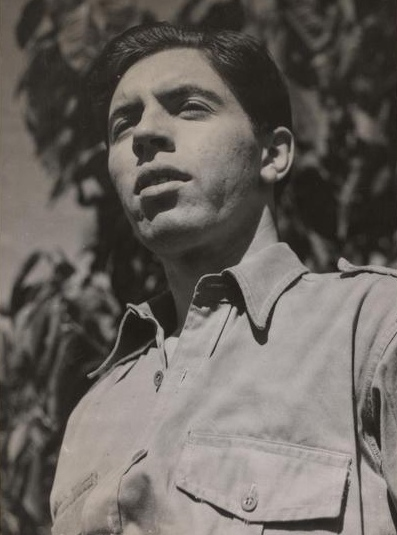
Michael Pate (1920–2008)

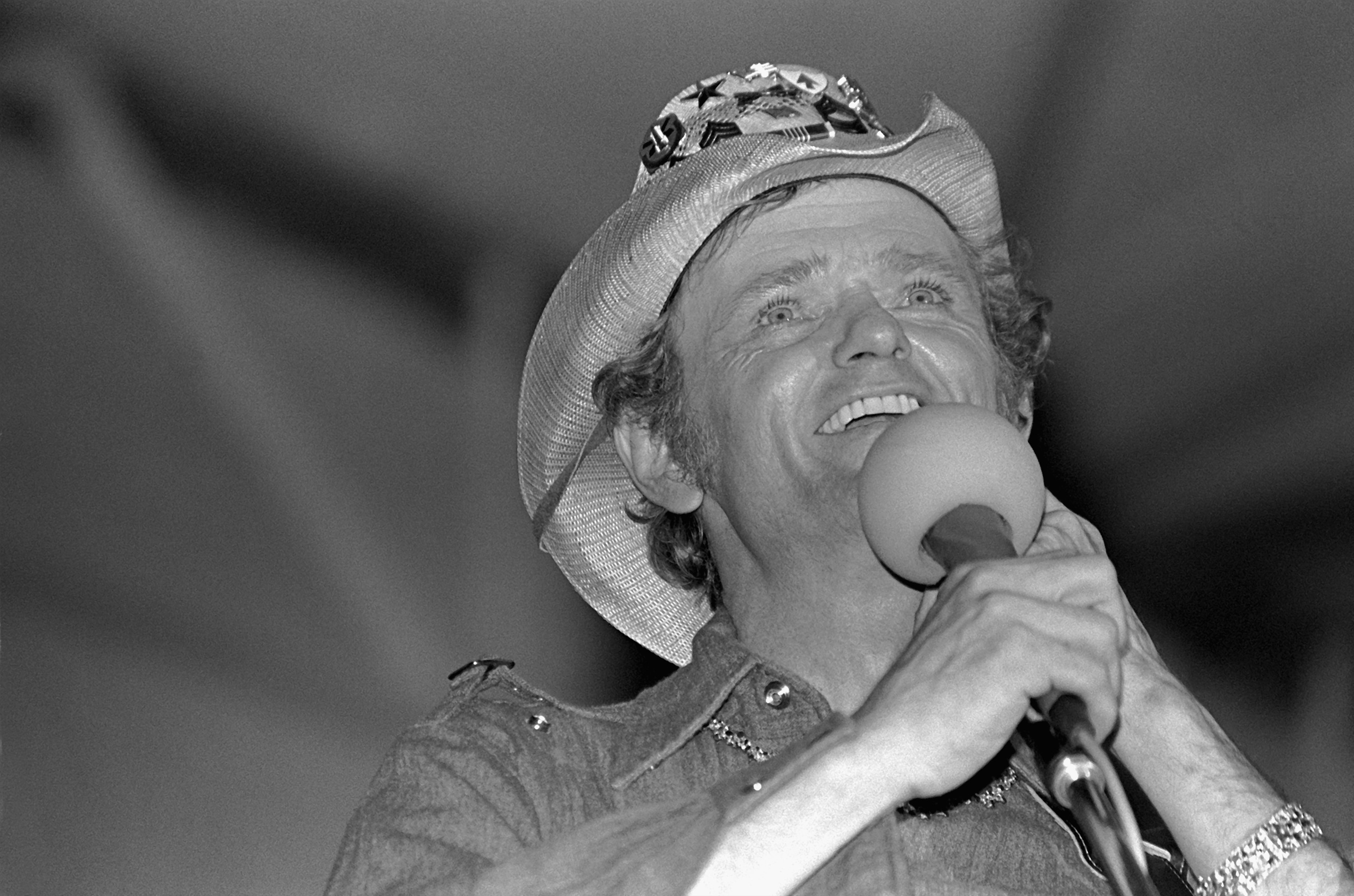
Jerry Reed (1937–2008)

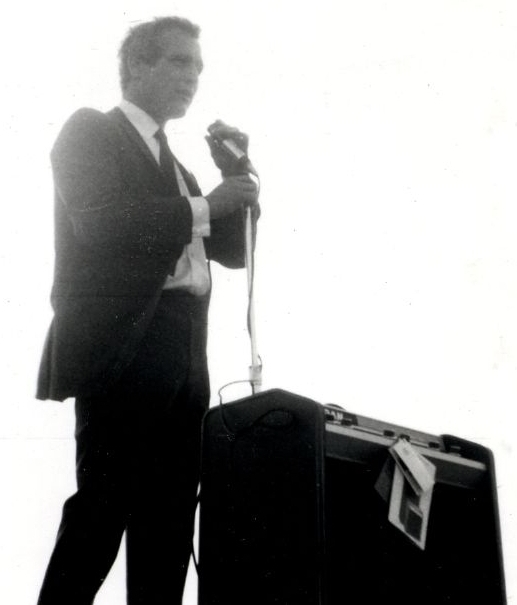
Paul Newman (1925–2008)

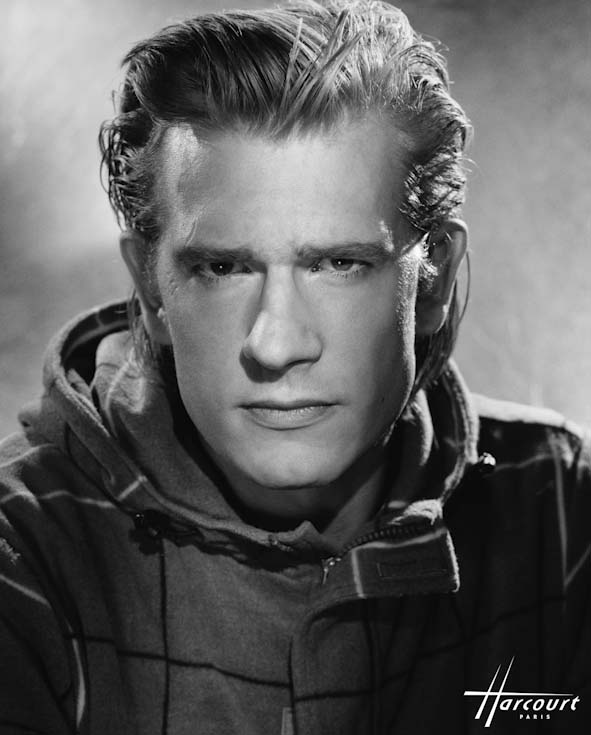
Guillaume Depardieu (1971–2008)

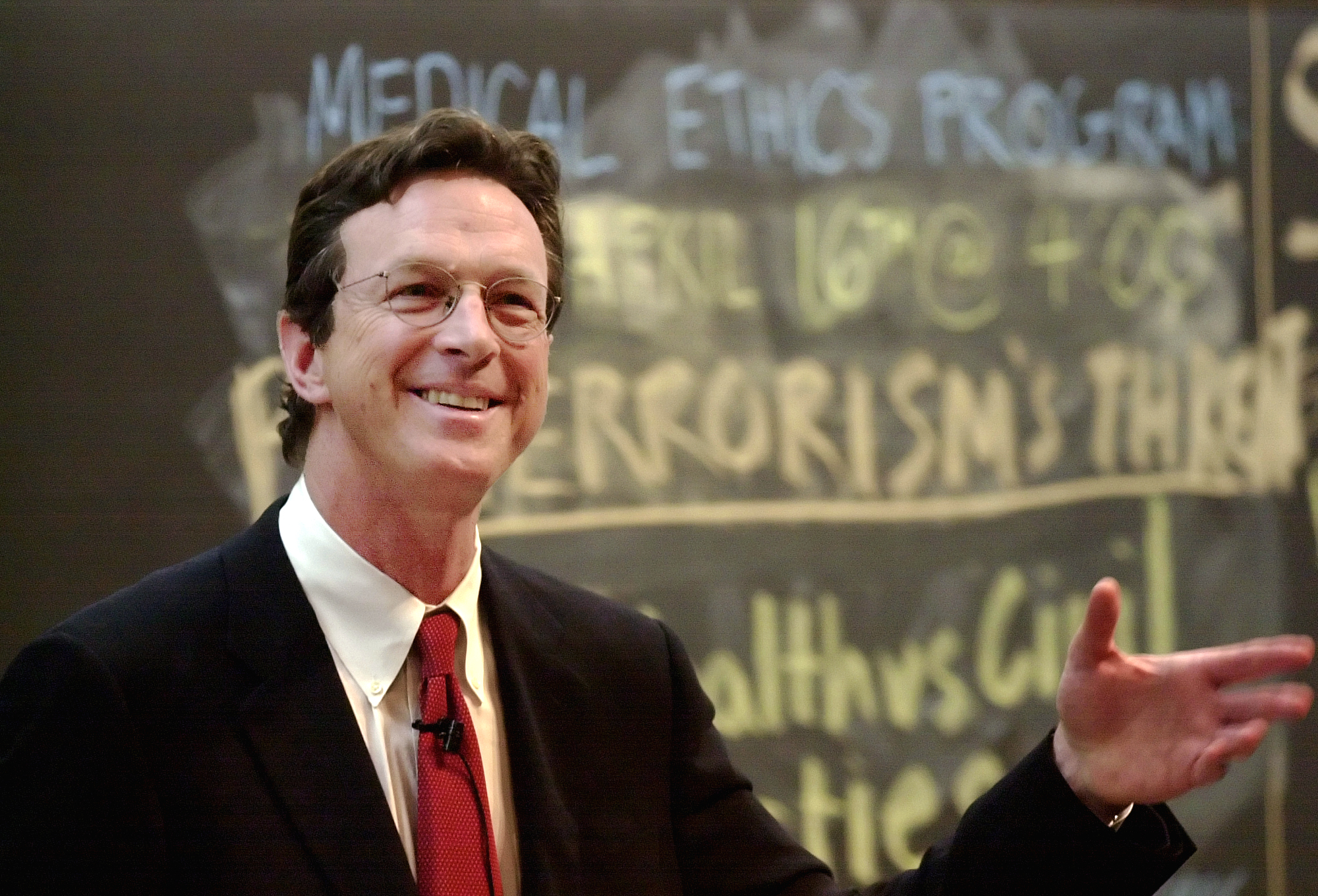
Michael Crichton (1942–2008)

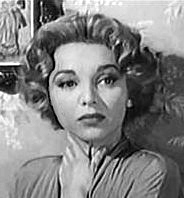
Beverly Garland (1926–2008)

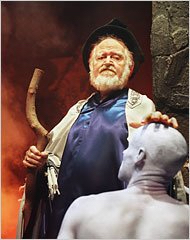
Robert Prosky (1930–2008)

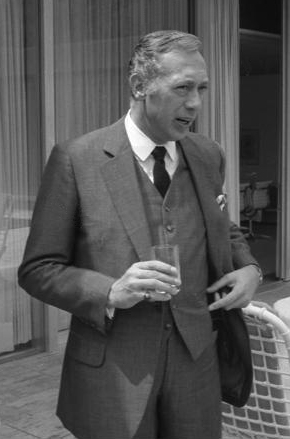
Horst Tappert (1923–2008)

- 01. Januar: Peter Caffrey, irischer Schauspieler (* 1949)
- 01. Januar: Irena Górska-Damięcka, polnische Schauspielerin (* 1916)
- 02. Januar: Günter Schubert, deutscher Schauspieler (* 1938)
- 03. Januar: Alexander Gawrilowitsch Abdulow, russischer Schauspieler (* 1953)
- 03. Januar: Haymo Pockberger, österreichischer Schauspieler (* 1925)
- 04. Januar: Marianne Kiefer, deutsche Schauspielerin (* 1928)
- 04. Januar: Claude Whatham, britischer Regisseur (* 1927)
- 05. Januar: Edward Kłosiński, polnischer Kameramann (* 1943)
- 09. Januar: Johnny Grant, US-amerikanischer Schauspieler und Produzent (* 1923)
- 09. Januar: Joseph Shaw, britischer Schauspieler (* 1920)
- 10. Januar: Maila Nurmi, US-amerikanische Schauspielerin (* 1921)
- 15. Januar: Brad Renfro, US-amerikanischer Schauspieler (* 1982)
- 16. Januar: Rudolf Möller, deutscher Schauspieler (* 1914)
- 17. Januar: Allan Melvin, US-amerikanischer Schauspieler und Synchronsprecher (* 1923)
- 17. Januar: Madeleine Milhaud, französische Schauspielerin (* 1902)
- 18. Januar: Lois Nettleton, US-amerikanische Schauspielerin (* 1927)
- 18. Januar: Ugo Pirro, italienischer Drehbuchautor (* 1920)
- 19. Januar: Suzanne Pleshette, US-amerikanische Schauspielerin (* 1937)
- 20. Januar: Urs Hefti, Schweizer Schauspieler (* 1944)
- 20. Januar: Walter Santesso, italienischer Schauspieler, Regisseur und Drehbuchautor (* 1931)
- 21. Januar: Russell Lloyd, britischer Filmeditor (* 1916)
- 21. Januar: Jiří Sequens, tschechischer Regisseur und Drehbuchautor (* 1922)
- 22. Januar: Kenneth Higgins, britischer Kameramann (* 1919)
- 22. Januar: Heath Ledger, australischer Schauspieler und Oscar-Preisträger (* 1979)
- 22. Januar: Ștefan Niculescu, rumänischer Komponist (* 1927)
- 25. Januar: Zvonimir Črnko, kroatischer Schauspieler (* 1936)
- 26. Januar: Igor Dmitrijew, russischer Schauspieler (* 1927)
- 26. Januar: Italo Martinenghi, italienischer Filmproduzent und Regisseur (* 1930)
- 28. Januar: Marie Takvam, norwegische Schauspielerin (* 1926)
- 29. Januar: Claude Faraldo, französischer Regisseur und Drehbuchautor (* 1936)
- 29. Januar: Gopi, indischer Schauspieler und Regisseur (* 1937)
- 29. Januar: Philippe Khorsand, französischer Schauspieler (* 1948)
- 29. Januar: Manuel Padilla, Jr., US-amerikanischer Schauspieler (* 1955)
- 31. Januar: Veronika Bayer, deutsche Schauspielerin (* 1940)

Februar
- 01. Februar: Shell Kepler, US-amerikanische Schauspielerin (* 1961)
- 02. Februar: Barry Morse, britischer Schauspieler (* 1918)
- 03. Februar: Sigurveig Jónsdóttir, isländische Schauspielerin (* 1931)
- 04. Februar: Ralph B. White, US-amerikanischer Kameramann, Filmregisseur, Filmproduzent (* 1941)
- 07. Februar: Tamara Desni, deutsch-britische Schauspielerin (um 1910)
- 08. Februar: Eva Dahlbeck, schwedische Schauspielerin (* 1920)
- 09. Februar: Robert DoQui, US-amerikanischer Schauspieler (* 1934)
- 10. Februar: Ron Leavitt, US-amerikanischer Drehbuchautor und Fernsehproduzent (* 1947)
- 10. Februar: Roy Scheider, US-amerikanischer Schauspieler (* 1932)
- 11. Februar: Emilio Carballido, mexikanischer Drehbuchautor (* 1925)
- 12. Februar: Oscar Brodney, US-amerikanischer Drehbuchautor (* 1907)
- 12. Februar: David Groh, US-amerikanischer Schauspieler (* 1939)
- 13. Februar: Kon Ichikawa, japanischer Regisseur (* 1915)
- 15. Februar: Manorama, indische Schauspielerin (* 1926)
- 17. Februar: Aysel Gürel, türkische Schauspielerin (* 1929)
- 18. Februar: Gerhard F. Hummel, deutscher Filmproduktionsleiter und Drehbuchautor (* 1921)
- 18. Februar: Alain Robbe-Grillet, französischer Schriftsteller und Regisseur (* 1922)
- 19. Februar: David Hildyard, britischer Tontechniker (* 1916)
- 19. Februar: Teo Macero, US-amerikanischer Komponist (* 1925)
- 19. Februar: Emily Perry, britische Schauspielerin (* 1907)
- 19. Februar: David Watkin, britischer Kameramann (* 1925)
- 20. Februar: Osvaldo Civirani, italienischer Kameramann (* 1917)
- 20. Februar: Richard Lane, australischer Drehbuchautor (* 1918)
- 21. Februar: Robin Moore, US-amerikanischer Drehbuchautor (* 1925)
- 22. Februar: Rubens de Falco, brasilianischer Schauspieler (* 1931)
- 22. Februar: Nunzio Gallo, italienischer Sänger und Schauspieler (* 1928)
- 25. Februar: Fred Berhoff, deutscher Schauspieler (* 1936)
- 26. Februar: Wolfgang Kühnlenz, deutscher Filmproduktionsleiter (* 1925)
- 26. Februar: Bodil Udsen, dänische Schauspielerin (* 1925)
- 27. Februar: Larry Pizer, britischer Kameramann (* 1925)
- 27. Februar: Ivan Rebroff, deutscher Sänger und Schauspieler (* 1931)
- 28. Februar: Senih Orkan, türkischer Schauspieler (* 1932)
- 28. Februar: Gito Rollies, indonesischer Sänger und Schauspieler (* 1947)
- 29. Februar: Gayne Rescher, US-amerikanischer Kameramann (* 1924)

März
- 02. März: Sofiko Tschiaureli, georgische Schauspielerin (* 1937)
- 04. März: Elena Nathanael, griechische Schauspielerin (* 1924)
- 04. März: Leonard Rosenman, US-amerikanischer Komponist (* 1924)
- 04. März: Semka Sokolović-Bertok, jugoslawische bzw. kroatische Schauspielerin (* 1935)
- 05. März: Jörg Pfennigwerth, deutscher Schauspieler (* 1945)
- 05. März: Ronald Pierce, US-amerikanischer Tontechniker (* 1909)
- 06. März: Uwe Günzler, deutscher Moderator und Produzent (* 1941)
- 06. März: Gustaw Holoubek, polnischer Schauspieler (* 1923)
- 10. März: Kenan Pars, türkischer Schauspieler, Regisseur, Drehbuchautor und Produzent (* 1920)
- 10. März: Alfred Reiterer, österreichischer Schauspieler (* 1934)
- 10. März: Dave Stevens, US-amerikanischer Drehbuchautor und Produzent (* 1955)
- 12. März: Erwin Geschonneck, deutscher Schauspieler (* 1906)
- 12. März: Ovidiu Iuliu Moldovan, rumänischer Schauspieler (* 1942)
- 14. März: Wolfgang Kühne, deutscher Synchronsprecher, Schauspieler, Drehbuchautor, Regisseur (* 1953)
- 15. März: Albrecht Dennhardt, deutscher Schauspieler (* 1944)
- 16. März: Ivan Dixon, US-amerikanischer Schauspieler und Regisseur (* 1931)
- 16. März: John Hewer, britischer Schauspieler (* 1922)
- 17. März: Claude Farell, österreichisch-französische Schauspielerin (* 1918)
- 18. März: Tom Gloskovski, deutscher Schauspieler und Produzent (* 1950)
- 18. März: Anthony Minghella, britischer Regisseur und Drehbuchautor (* 1954)
- 19. März: Paul Scofield, britischer Schauspieler (* 1922)
- 19. März: Arthur C. Clarke, britischer Schriftsteller und Drehbuchautor (* 1917)
- 20. März: Shobhan Babu, indischer Schauspieler (* 1937)
- 21. März: Raymond Leblanc, belgischer Produzent und Regisseur (* 1915)
- 22. März: Slavko Cerjak, jugoslawischer Schauspieler (* 1956)
- 24. März: Rafael Azcona, spanischer Drehbuchautor (* 1926)
- 24. März: Richard Widmark, US-amerikanischer Schauspieler (* 1914)
- 25. März: Abby Mann, US-amerikanischer Drehbuchautor und Produzent (* 1923)
- 31. März: Jules Dassin, US-amerikanischer Regisseur und Drehbuchautor (* 1911)

### April bis Juni
April
- 01. April: Sabin Bălașa, rumänischer Filmemacher (* 1932)
- 01. April: Maury Winetrobe, US-amerikanischer Filmeditor (* 1922)
- 01. April: Jacques Berthier, französischer Schauspieler (* 1916)
- 02. April: Mona Seilitz, schwedische Schauspielerin (* 1943)
- 03. April: Wayne Frost, US-amerikanischer Schauspieler (* 1963)
- 05. April: Max Goldstein, schwedischer Kostümbildner (* 1925)
- 05. April: Alexander Grasshoff, US-amerikanischer Regisseur (* 1928)
- 05. April: Charlton Heston, US-amerikanischer Schauspieler (* 1923)
- 07. April: Ingeborg Schumacher, deutsche Schauspielerin (* 1936)
- 08. April: Stanley Kamel, US-amerikanischer Schauspieler (* 1943)
- 09. April: Jacques Morel, französischer Schauspieler (* 1922)
- 10. April: Shomu Mukherjee, indischer Regisseur und Produzent (* 1943)
- 11. April: Willoughby Goddard, britischer Schauspieler (* 1926)
- 12. April: Dieter Eppler, deutscher Schauspieler (* 1927)
- 14. April: Ollie Johnston, US-amerikanischer Trickfilmzeichner (* 1912)
- 14. April: June Travis, US-amerikanische Schauspielerin (* 1914)
- 15. April: Hazel Court, britische Schauspielerin (* 1926)
- 15. April: Benoît Lamy, belgischer Regisseur (* 1945)
- 15. April: Geneviève Winding, französische Filmeditorin (* 1927)
- 17. April: Nicolette Goulet, US-amerikanische Schauspielerin (* 1956)
- 18. April: Joy Page, US-amerikanische Schauspielerin (* 1924)
- 19. April: Lawrence Hertzog, US-amerikanischer Drehbuchautor und Produzent (* 1951)
- 20. April: Bebe Barron, US-amerikanische Filmmusik-Komponistin (* 1925)
- 21. April: Gustl Weishappel, österreichisch-deutscher Schauspieler (* 1925)
- 22. April: Jaspar von Oertzen, deutscher Schauspieler (* 1912)
- 23. April: Jean Daniel Cadinot, französischer Regisseur und Produzent (* 1944)
- 24. April: Tristram Cary, britischer Filmmusik-Komponist (* 1925)
- 24. April: Kenneth Keith Kallenbach, US-amerikanischer Schauspieler (* 1969)
- 29. April: Julie Ege, norwegische Schauspielerin (* 1943)
- 29. April: Claus Nissen, dänischer Schauspieler (* 1938)

Mai
- 01. Mai: Bernard Archard, britischer Schauspieler (* 1916)
- 01. Mai: Elaine Dundy, US-amerikanische Schauspielerin (* 1921)
- 01. Mai: Jim Hager, US-amerikanischer Sänger und Schauspieler (* 1946)
- 02. Mai: Franco Lattanzi, italienischer Filmregisseur (* 1925)
- 02. Mai: Alexander May, deutscher Schauspieler und Drehbuchautor (* 1927)
- 02. Mai: Beverlee McKinsey, US-amerikanische Schauspielerin (* 1940)
- 04. Mai: Alvin Colt, US-amerikanischer Kostümbildner (* 1916)
- 04. Mai: Fred Haines, US-amerikanischer Drehbuchautor und Filmregisseur (* 1936)
- 04. Mai: Lucien Jeunesse, französischer Schauspieler (* 1918)
- 08. Mai: Hans Daniel, deutscher Schauspieler (* 1922)
- 08. Mai: Luigi Malerba, italienischer Drehbuchautor (* 1927)
- 09. Mai: Pascal Sevran, französischer Drehbuchautor und Produzent (* 1945)
- 10. Mai: Michael Weckler, deutscher Schauspieler, Regisseur und Synchronsprecher (* 1942)
- 12. Mai: Robert Russell, englischer Schauspieler (* 1936)
- 12. Mai: Claudio Undari, italienischer Schauspieler (* 1935)
- 13. Mai: Jill Adams, britische Schauspielerin (* 1930)
- 13. Mai: John Phillip Law, US-amerikanischer Schauspieler (* 1937)
- 13. Mai: Colea Răutu, rumänischer Schauspieler (* 1912)
- 14. Mai: Frith Banbury, britischer Schauspieler und Regisseur (* 1912)
- 14. Mai: John Forbes-Robertson, britischer Schauspieler (* 1928)
- 15. Mai: Alexander Courage, US-amerikanischer Filmkomponist (* 1919)
- 15. Mai: Luisa Della Noce, italienische Schauspielerin (* 1923)
- 16. Mai: Sandy Howard, US-amerikanischer Filmproduzent (* 1927)
- 16. Mai: David Mitton, britischer Trickfilm-Regisseur, Drehbuchautor, Produzent (* 1938)
- 18. Mai: Joseph Pevney, US-amerikanischer Regisseur und Schauspieler (* 1911)
- 18. Mai: Lawrence Roman, US-amerikanischer Drehbuchautor (* 1921)
- 19. Mai: Vijay Tendulkar, indischer Drehbuchautor (* 1928)
- 20. Mai: Evelyn Moriarty, US-amerikanische Schauspielerin (* 1926)
- 21. Mai: Ernst Meyer, dänischer Schauspieler (* 1932)
- 22. Mai: Harry Lange, deutsch-britischer Szenenbildner (* 1930)
- 24. Mai: Tano Cimarosa, italienischer Schauspieler und Regisseur (* 1922)
- 24. Mai: Ingolf Gorges, deutscher Schauspieler (* 1940)
- 24. Mai: Robert Knox, britischer Schauspieler (* 1989)
- 24. Mai: Dick Martin, US-amerikanischer Schauspieler und Regisseur (* 1922)
- 25. Mai: Mitch Mullany, US-amerikanischer Schauspieler (* 1968)
- 26. Mai: Lilyan Chauvin, französische Schauspielerin und Regisseurin (* 1925)
- 26. Mai: Earle Hagen, US-amerikanischer Filmmusikkomponist (* 1919)
- 26. Mai: Sydney Pollack, US-amerikanischer Regisseur, Produzent und Schauspieler (* 1934)
- 28. Mai: Robert Justman, US-amerikanischer Produzent und Regieassistent (* 1926)
- 29. Mai: Harvey Korman, US-amerikanischer Schauspieler (* 1927)
- 30. Mai: Gert Haucke, deutscher Schauspieler (* 1929)

Juni
- 01. Juni: Ken Clark, US-amerikanischer Schauspieler (* 1927)
- 01. Juni: Soja Nikolajewna Wassilkowa, russische Schauspielerin (* 1926)
- 02. Juni: Mel Ferrer, US-amerikanischer Schauspieler, Regisseur und Produzent (* 1917)
- 02. Juni: Adrien Porchet, Schweizer Filmproduzent, Filmemacher und Kameramann (* 1907)
- 07. Juni: Dino Risi, italienischer Regisseur und Drehbuchautor (* 1916)
- 11. Juni: Jean Desailly, französischer Schauspieler (* 1920)
- 15. Juni: Ole-Jørgen Nilsen, norwegischer Schauspieler (* 1936)
- 15. Juni: Stan Winston, US-amerikanischer Filmdesigner, Regisseur und Produzent (* 1946)
- 16. Juni: Wera Frydtberg, deutsche Schauspielerin (* 1926)
- 17. Juni: Henry Beckman, kanadischer Schauspieler (* 1921)
- 17. Juni: Jacqueline Bertrand, US-amerikanische Schauspielerin (* 1925)
- 17. Juni: Cyd Charisse, US-amerikanische Schauspielerin (* 1921)
- 17. Juni: Davey Lee, US-amerikanischer Kinderdarsteller (* 1924)
- 18. Juni: Jean Delannoy, französischer Regisseur und Drehbuchautor (* 1908)
- 20. Juni: Curt Hanno Gutbrod, deutscher Drehbuchautor (* 1920)
- 21. Juni: Bernd Burgemeister, deutscher Filmproduzent (* 1945)
- 21. Juni: William Vince, kanadischer Filmproduzent (* 1963)
- 22. Juni: George Carlin, US-amerikanischer Entertainer und Schauspieler (* 1937)
- 22. Juni: Klaus Michael Grüber, deutscher Regisseur und Schauspieler (* 1941)
- 23. Juni: John Furlong, US-amerikanischer Schauspieler (* 1933)
- 23. Juni: Judith Holzmeister, österreichische Schauspielerin (* 1920)
- 24. Juni: Pinkas Braun, schweizerischer Schauspieler (* 1923)
- 24. Juni: Urs Frey, schweizerischer rätoromanischer Dokumentarfilmmacher (* 1960)
- 24. Juni: Noriaki Tsuchimoto, japanischer Regisseur, Drehbuchautor und Produzent (* 1928)
- 27. Juni: Raymond Lefèvre, französischer Komponist (* 1929)
- 28. Juni: Irina Baronova, russisch-britische Balletttänzerin und Schauspielerin (* 1919)
- 28. Juni: Stig Olin, schwedischer Schauspieler, Regisseur und Drehbuchautor (* 1920)
- 29. Juni: Hans Caninenberg, deutscher Schauspieler (* 1913)
- 29. Juni: Don S. Davis, US-amerikanischer Schauspieler (* 1942)

### Juli bis September
Juli
- 03. Juli: Harald Heide-Steen junior, norwegischer Schauspieler (* 1939)
- 04. Juli: Evelyn Keyes, US-amerikanische Schauspielerin (* 1916)
- 04. Juli: Thomas Schmidt, deutscher Schauspieler (* 1942)
- 05. Juli: Mercedes Barranco, spanische Schauspielerin (*?)
- 06. Juli: Nonna Wiktorowna Mordjukowa, russische Schauspielerin (* 1925)
- 07. Juli: Bruce Conner, US-amerikanischer Avantgarde-Regisseur (* 1933)
- 07. Juli: Anton Pointecker, österreichischer Schauspieler (* 1938)
- 08. Juli: Wieńczysław Gliński, polnischer Schauspieler (* 1921)
- 09. Juli: Charles H. Joffe, US-amerikanischer Produzent (* 1929)
- 10. Juli: Vittorio Casagrande, deutsch-italienischer Schauspieler (* 1934)
- 11. Juli: Breno Mello, brasilianischer Schauspieler (* 1931)
- 17. Juli: Paul Sorensen, US-amerikanischer Schauspieler (* 1926)
- 18. Juli: Michael Aichhorn, österreichischer Schauspieler (* 1949)
- 18. Juli: Khosro Shakibai, iranischer Schauspieler (* 1944)
- 19. Juli: Dercy Gonçalves, brasilianische Schauspielerin (* 1907)
- 22. Juli: Estelle Getty, US-amerikanische Schauspielerin (* 1923)
- 24. Juli: Norman Dello Joio, US-amerikanischer Komponist (* 1913)
- 25. Juli: Michail Pugowkin, russischer Schauspieler (* 1923)
- 27. Juli: Youssef Chahine, ägyptischer Regisseur (* 1926)
- 27. Juli: Marisa Merlini, italienische Schauspielerin (* 1923)

August
- 05. August: Bruno Dallansky, österreichischer Schauspieler (* 1928)
- 05. August: Eva Pflug, deutsche Schauspielerin und Synchronsprecherin (* 1929)
- 07. August: Bernie Brillstein, US-amerikanischer Produzent (* 1931)
- 08. August: Tom Drake, kanadischer Drehbuchautor und Regisseur (* 1936)
- 09. August: Bernie Mac, US-amerikanischer Schauspieler (* 1957)
- 10. August: Isaac Hayes, US-amerikanischer Musiker und Komponist (* 1942)
- 11. August: George Furth, US-amerikanischer Schauspieler und Autor (* 1932)
- 18. August: Manny Farber, US-amerikanischer Filmkritiker (* 1917)
- 19. August: Julius Carry, US-amerikanischer Schauspieler (* 1952)
- 21. August: Fred Crane, US-amerikanischer Schauspieler (* 1918)
- 25. August: Marpessa Dawn, US-amerikanische Schauspielerin (* 1934)
- 26. August: Michal Dočolomanský, slowakischer Film- und Theaterschauspieler (* 1942)
- 27. August: Mark Priestley, australischer Schauspieler (* 1976)
- 29. August: Jayshree Gadkar, indische Schauspielerin (* 1942)
- 31. August: Ken Campbell, britischer Schauspieler (* 1941)

September
- 01. September: Don LaFontaine, US-amerikanischer Trailer-Sprecher (* 1940)
- 01. September: Michael Pate, australischer Schauspieler (* 1920)
- 01. September: Jerry Reed, US-amerikanischer Sänger und Schauspieler (* 1937)
- 02. September: Bill Meléndez, US-amerikanischer Zeichner, Produzent und Schauspieler (* 1916)
- 06. September: Anita Page, US-amerikanische Schauspielerin (* 1910)
- 07. September: Dino Dvornik, kroatischer Schauspieler (* 1964)
- 17. September: Humberto Solás, kubanischer Regisseur (* 1941)
- 18. September: Florestano Vancini, italienischer Regisseur (* 1926)
- 19. September: Jun Ichikawa, japanischer Regisseur (* 1948)
- 19. September: David Hugh Jones, britischer Regisseur (* 1934)
- 21. September: Jeri Sopanen, US-amerikanischer Kameramann (* 1929)
- 23. September: Sonja Savić, serbische Schauspielerin (* 1961)
- 26. September: Paul Newman, US-amerikanischer Schauspieler (* 1925)

### Oktober bis Dezember
Oktober
- 01. Oktober: House Peters Jr., US-amerikanischer Schauspieler (* 1916)
- 02. Oktober: Choi Jin-sil, südkoreanische Schauspielerin (* 1968)
- 05. Oktober: Kim Chan, US-amerikanischer Schauspieler (* ~1917)
- 05. Oktober: Hans Richter, deutscher Schauspieler (* 1919)
- 08. Oktober: Herbert Bötticher, deutscher Schauspieler (* 1928)
- 10. Oktober: Kurt Weinzierl, österreichischer Schauspieler (* 1931)
- 11. Oktober: Badar Munir, pakistanischer Schauspieler (* ca. 1940)
- 13. Oktober: Guillaume Depardieu, französischer Schauspieler (* 1971)
- 13. Oktober: Françoise Seigner, französische Schauspielerin (* 1928)
- 15. Oktober: Edie Adams, US-amerikanische Schauspielerin (* 1927)
- 18. Oktober: Xie Jin, chinesischer Regisseur (* 1923)
- 20. Oktober: C. V. Sridhar, indischer Regisseur (* 1933)
- 25. Oktober: Gerard Damiano, US-amerikanischer Regisseur (* 1928)
- 28. Oktober: Edd Stavjanik, österreichischer Schauspieler (* 1927)
- 29. Oktober: Mae Mercer, US-amerikanische Schauspielerin (* 1932)
- 31. Oktober: John Daly, britischer Produzent (* 1937)

November
- 04. November: Michael Crichton, US-amerikanischer Drehbuchautor und Regisseur (* 1942)
- 05. November: Baldev Raj Chopra, indischer Regisseur und Produzent (* 1914)
- 06. November: Michael Hinz, deutscher Schauspieler (* 1939)
- 07. November: Wik Jongsma, niederländischer Schauspieler (* 1943)
- 10. November: Horst Jüssen, deutscher Schauspieler (* 1941)
- 13. November: Marcello Fondato, italienischer Drehbuchautor, Regisseur (* 1924)
- 15. November: Peter W. Jansen, deutscher Filmkritiker und -publizist (* 1930)
- 17. November: Irving Brecher, US-amerikanischer Drehbuchautor (* 1914)
- 17. November: Ennio De Concini, italienischer Drehbuchautor, Regisseur (* 1923)
- 19. November: John Michael Hayes, US-amerikanischer Drehbuchautor (* 1919)
- 20. November: Jan Machulski, polnischer Schauspieler (* 1928)
- 25. November: William Gibson, US-amerikanischer Drehbuchautor (* 1914)
- 27. November: Patricia Marand, US-amerikanische Schauspielerin (* 1934)
- 28. November: William Finnegan, US-amerikanischer Produzent (* 1928)

Dezember
- 05. Dezember: Nina Foch, US-amerikanische Schauspielerin (* 1924)
- 05. Dezember: Beverly Garland, US-amerikanische Schauspielerin (* 1926)
- 06. Dezember: Gérard Lauzier, französischer Regisseur und Drehbuchautor (* 1932)
- 08. Dezember: Robert Prosky, US-amerikanischer Schauspieler (* 1930)
- 10. Dezember: Melek Diehl, deutsche Schauspielerin (* 1976)
- 10. Dezember: Georgia van der Rohe, deutsche Schauspielerin und Regisseurin (* 1914)
- 12. Dezember: Van Johnson, US-amerikanischer Schauspieler (* 1916)
- 13. Dezember: Horst Tappert, deutscher Schauspieler (* 1923)
- 16. Dezember: Sam Bottoms, US-amerikanischer Schauspieler (* 1955)
- 18. Dezember: Majel Barrett, US-amerikanische Schauspielerin (* 1932)
- 18. Dezember: John Costelloe, US-amerikanischer Schauspieler (* 1961)
- 19. Dezember: Tana Schanzara, deutsche Schauspielerin (* 1925)
- 20. Dezember: Robert Mulligan, US-amerikanischer Regisseur (* 1925)
- 22. Dezember: Peter Steiner, deutscher Schauspieler (* 1927)
- 24. Dezember: Harold Pinter, britischer Drehbuchautor und Schauspieler (* 1930)
- 25. Dezember: Eartha Kitt, US-amerikanische Schauspielerin (* 1927)
- 25. Dezember: Ann Savage, US-amerikanische Schauspielerin (* 1921)
- 26. Dezember: Dale Wasserman, US-amerikanischer Drehbuchautor (* 1917)
- 29. Dezember: Otto Pammer, österreichischer Wochenschau- und Fernsehfilmproduzent (* 1926)
- 30. Dezember: Bernie Hamilton, US-amerikanischer Schauspieler (* 1928)
- 31. Dezember: Fábio Sabag, brasilianischer Schauspieler und Regisseur (* 1931)
- 31. Dezember: Donald E. Westlake, US-amerikanischer Drehbuchautor (* 1933)

### Genaues Todesdatum unbekannt
- Februar: Wolf Richards, deutscher Schauspieler (* 1930)